# Ah! My Goddess
Ah! My Goddess (ああっ女神さまっ, Aa! Megami-sama!) est un manga de Kōsuke Fujishima.
Il a été prépublié entre août 1988 et avril 2014 dans le magazine mensuel Afternoon de l'éditeur Kōdansha, il est compilé en 48 tomes. La version française parait à partir de 1996 dans le magazine Manga Player puis est éditée par Pika Édition à partir de 2001, 48 tomes sont sortis au 11 décembre 2019. La version française n'est plus imprimée depuis le 1er juillet 2021, sa commercialisation ne se faisant plus qu'en version numérique. Le manga a reçu le prix du manga Kōdansha en 2009 dans la catégorie « général ».
C'est également une suite dérivée du précédent seinen manga de Kousuke Fujishima, Taiho Shichauzo (Équipières de choc en version française), les deux histoires bien qu'elles ne soient pas directement liées, se passant dans le même univers.
Ah! My Goddess a ensuite connu plusieurs adaptations en anime (OAV, film d'animation et séries télévisées) ou encore en light novel. La version française des adaptations animées est éditée par Kazé.

## Synopsis
Keiichi Morisato, jeune étudiant en galère à l'Université de Technologie de Nekomi, n'a pas vraiment de succès dans la vie. Après avoir composé un mauvais numéro sur le téléphone de la pension pour garçons où il réside, une déesse nommée Belldandy se rend soudainement chez lui . Elle se révèle à lui et explique qu'elle peut lui exaucer n'importe quel vœu, mais un seul, car il a le profil idéal pour obtenir ce vœu. Cela grâce à la gentillesse et au courage dont il fait preuve, malgré sa mauvaise fortune. Keiichi, croyant qu'il s'agit d'une blague de ses senpai, souhaite alors que Belldandy reste auprès de lui pour toujours : le souhait lui est accordé, à sa grande surprise et Belldandy va donc rester vivre avec lui sur Terre.
Par la suite apparaitront les sœurs de Belldandy. Celles-ci mettront en œuvre chacune de leur côté des plans, l'une pour rapprocher davantage Keiichi et Belldandy (Urd, l'ainée qui souhaite les voir réunis mais est facilement frustrée par la lenteur avec laquelle se développe leur relation) et l'autre pour les tenir éloignés (Skuld, la cadette qui désire un amour exclusif de sa grande sœur qu'elle adore). Évidemment, rien ne restera paisible car Belldandy est une déesse. Keiichi devra protéger ce secret, car si on venait à le découvrir ils seraient séparés : la Force d'Imposition entrerait alors immédiatement en action et causerait les circonstances (voire des problèmes) nécessaires pour qu'ils se retrouvent.
Toutefois, il n'est pas impossible pour un homme et une déesse de s'aimer...

## Les personnages

### Principaux

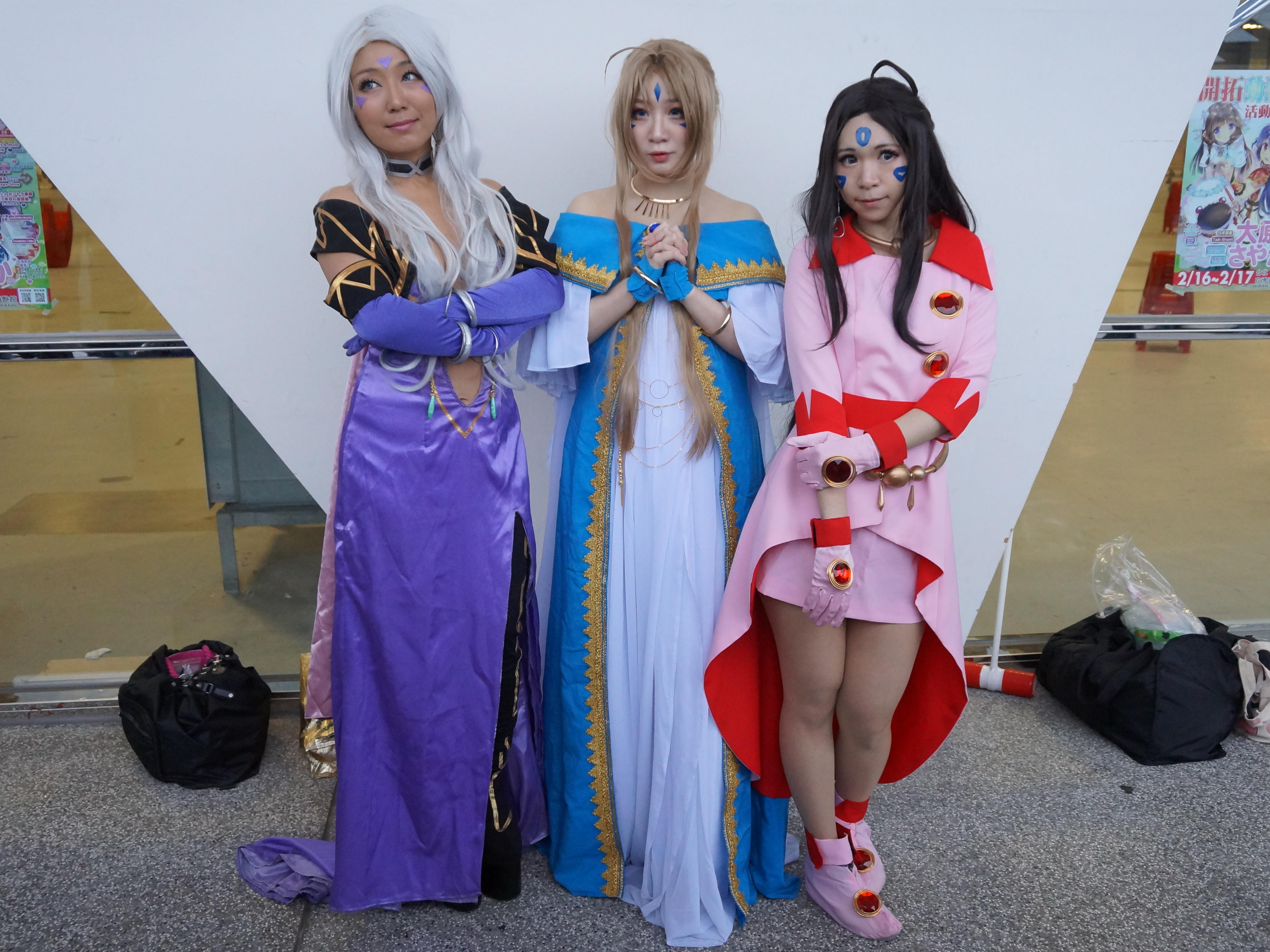
Déguisements amateurs des protagonistes féminins principaux de Ah! My Goddess (de gauche à droite : Urd, Belldandy et Skuld) durant la Fancy Frontier 33 à Taipei (Taiwan).

Keiichi Morisato (森里 螢一) / Keichi Morisato (retranscription erronée ; version française du manga)
Personnage masculin principal de l'histoire. Jeune homme originaire d'Hokkaidō et étudiant qui se rend en side-car (une version fantaisiste et modifiée d'un « BMW RennSport Side‑Car Oskar Liebmann Special ») à l'Institut de Technologie de Nekomi, il y est membre du club automobile. De petite taille et au bas de l'échelle sociale, il n'a aucun succès dans la vie ou avec les filles.
Son existence marquée jusque-là d'une malchance singulière, bascule le jour où il compose un mauvais numéro et appelle contre toute probabilité le Bureau d'Assistance Divine. La déesse Belldandy lui propose de lui exaucer un souhait. Il souhaite alors qu'elle reste pour toujours avec lui, en pensant qu'il s'agissait d'une blague. Son vœu se réalise toutefois.
Au fil du temps, Belldandy et lui tomberont amoureux.
Belldandy (ベルダンディー, Berudandī) / Bell (ベル, Beru) (surnom ; manga et version anglaise de la série animée)
Personnage féminin principal, elle est la première des déesses à apparaître dans l'histoire.
C'est une déesse de première classe, seconde catégorie, aux pouvoirs illimités qui travaille au Bureau d'Assistance des Déesses. Elle est venue sur Terre afin d'exaucer le vœu de Keiichi Morisato, mais se retrouve « coincée » dans le monde des humains à la suite de ce souhait. Elle s'accoutume alors peu à peu à la vie humaine en compagnie de Keiichi, dont elle tombera éperdument amoureuse. Belldandy a deux sœurs : Urd, l'aînée semi-démone, et Skuld, la cadette. Toutes trois sont les filles du Tout‑Puissant, le dirigeant du Monde Céleste dont est originaire Belldandy.
En tant que déesse de première classe, elle maîtrise toutes les sortes de magie, à l'exception de la magie du feu (dans laquelle elle n'a que quelques notions). Au contraire, elle est experte dans la magie protectrice et dans la magie élémentaire du vent. Sa puissance est telle qu'elle est obligée de porter un scellé afin de restreindre ses pouvoirs, qui pourraient théoriquement détruire la Terre. Son ange, Holy Bell, est réputé comme l'un des plus beaux du Monde Céleste. Son sceau frontal, le « Sceau du Temps présent », a la forme d'un cerf‑volant. Belldandy se déplace à travers les miroirs.

### Secondaires

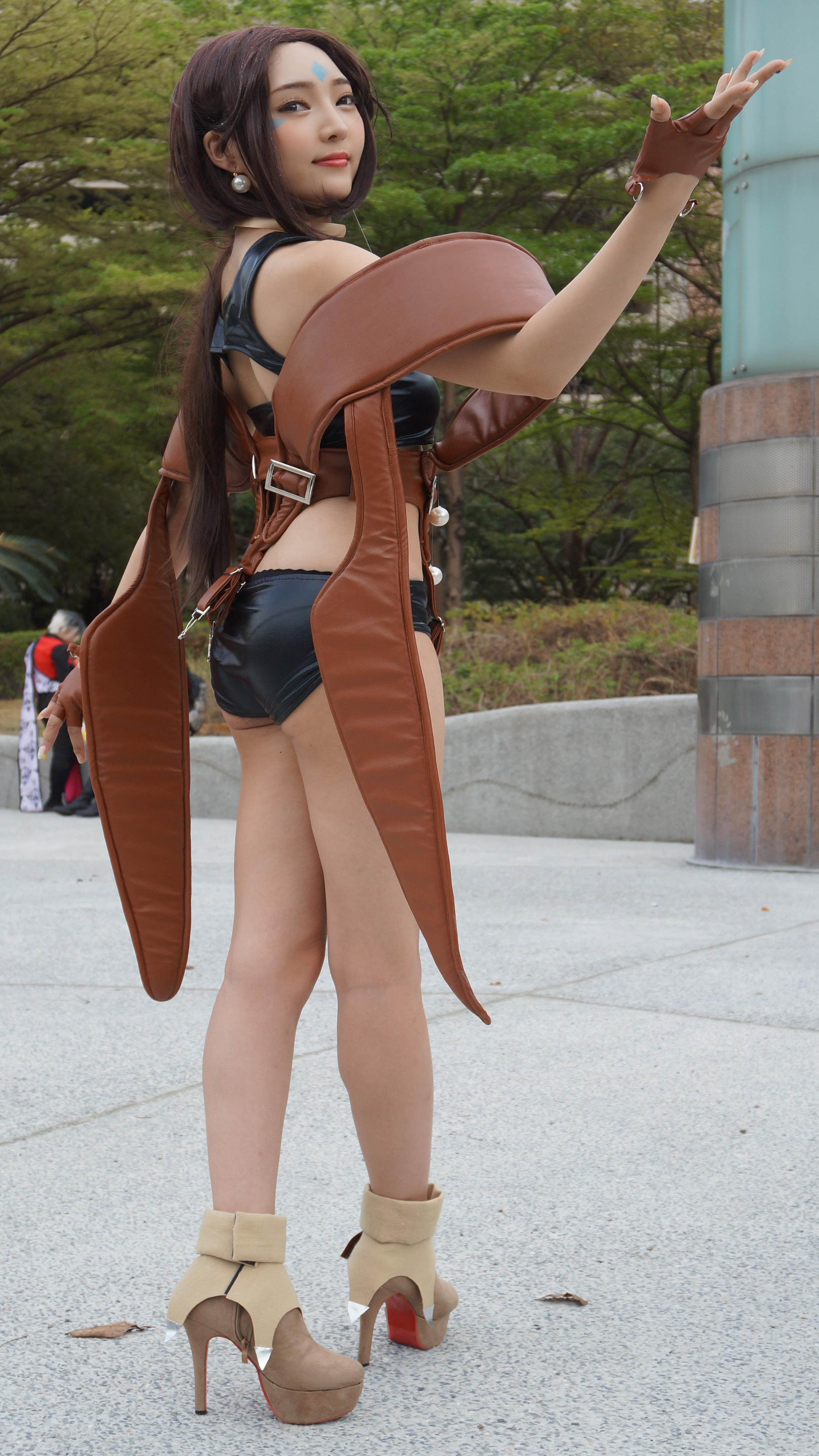
Déguisement amateur de Peorth durant la Comic World Taiwan K29.

Urd (ウルド, Urudo) / Uld (retranscription erronée dans le manga)
Demi‑sœur aînée de Belldandy et Skuld, elle observe la première et Keiichi Morisato depuis le Monde Céleste et décide après une panne du système d'intervenir dans leur relation, apparaissant dans le dos de sa sœur à Keiichi en passant à travers son écran de télévision après lui avoir adressé anonymement une cassette tendancieuse, l'amochant accidentellement en se réceptionnant : elle est cependant vite repérée et démasquée par Belldandy. Elle restera finalement sur Terre, en guise de punition sur décision des instances divines, et s'installe avec eux au temple.
Urd est une jeune femme séduisante, à la peau mate et au corps de rêve (1,65 m pour 90‑60‑91 de mensurations)... seule ombre au tableau : son caractère parfois un peu étrange, qui la pousse à faire des coups en douce (même sur un simple caprice) ; impulsive, qui la fait agir sans réfléchir et la rend facilement frustrée ; et versatile, qui la fait aisément dévier de son but initial au gré des circonstances. Elle est très attachée à Belldandy et Skuld (malgré les disputes fréquentes avec cette dernière), ainsi qu'à Keiichi qu'elle encourage à sa manière dans sa relation avec sa cadette (en le poussant à être « plus entreprenant » physiquement parlant). Farouche et passionnée dans ce qu'elle fait, elle n'hésite pas à utiliser tous les moyens possibles (le plus souvent, ses attributs ou ses pouvoirs) afin d'obtenir ce qu'elle veut, quitte à aller trop loin. Elle a aussi tendance à vouloir régler les problèmes par le biais de l'alchimie et de ses potions, ce qui peut envenimer la situation. Son attitude fière et hautaine cache en fait un cœur des plus tendres et fragiles. Même d'apparence malicieuses, ses initiatives personnelles se révèlent souvent finalement bien intentionnées, voire bénéfiques parfois, et témoignent de son désir déguisé d'aider (à sa manière) ceux auxquels elle tient.
Elle est mi‑déesse mi‑démone, sa mère n'étant autre qu'Hild (la Daimakaicho, « Seigneur des enfers », l'équivalent démoniaque de Dieu), ce qui donne lieu à de multiples catastrophes (lorsque le côté démon d'Urd ressurgit trop intensément). Elle possède un ange coloré mi‑blanc, mi‑noir, World of Elegance. Affectée à l’administration du système Yggdrasil, malgré sa puissance supérieure à celle de Belldandy (d'après cette dernière) elle n'est restée qu'une déesse de seconde classe au contrôle limité, car elle passe son temps à raconter des mensonges et peut aisément enfreindre les règles. Sa source d'énergie de substitution consiste à ingérer de l'alcool. Son étrange point faible (la musique de variétés puis l'enka dans le manga ; la musique folklorique dans la série animée) la plonge automatiquement dans le sommeil. Elle est experte dans la magie élémentaire de foudre et de feu. Son sceau frontal, le « Sceau du Temps révolu », a la forme d'un triangle équilatéral (▼). Urd se déplace à travers les écrans de télévision, qu'elle adore regarder. Des trois sœurs, elle est graphiquement celle dont l'apparence et les tenues changent le plus d'un support (et d'une histoire) à l'autre (avec souvent une dominance de mauve soulignant symboliquement ses origines mélangées — entre les divinités, symboliquement représentés par l'indigo ; et les Démons, par le rouge), au même titre que sa coiffure et la couleur de ses yeux (verte dans la première adaptation en OAV et Les Aventures des Mini-Déesses ; mauve dans les autres supports).
Skuld (スクルド, Sukurudo)
Déesse de seconde classe, première catégorie, mono‑contrôle, et sœur cadette de Belldandy et Urd au caractère têtu, elle apparaît un beau jour en surgissant de l'eau durant un bain d'Urd au temple, puis après lui avoir échappée de la tasse de thé de Keiichi (qui se fait amocher à sa réception, comme avec Urd). Elle débarque à l'improviste tandis qu'un nombre excessif de bogues, des anomalies sous forme de lapins arachnoïdes écervelés et invisibles sans lunettes spéciales, provoquait des problèmes dans le système divin (ce qui a des répercussions aléatoires et imprévisibles dans le monde des Humains) et a envahi le temple où se trouvaient ses sœurs et Keiichi : un demi‑prétexte pour retrouver sa sœur préférée (Belldandy, qu'elle idolâtre et qui lui manquait), dans le but explicite de la ramener avec elle dans le Monde Céleste. Elle finit cependant, comme Urd, par s'installer à son tour sur Terre, avec eux.
Skuld ne sait pas encore se servir de sa magie, cependant elle surcompense ce manque par des connaissances technologiques avec lesquelles elle crée diverses inventions. Elle manifeste d'ailleurs un certain fétichisme pour ses propres créations. Au début, Skuld ne supporte pas Keiichi et de le voir trop proche de Belldandy (antagonisme qui est toutefois plus présent dans les adaptations animées que dans l’œuvre originale), c'est pourquoi elle fait tout pour le maintenir éloigné de sa grande sœur chérie envers qui elle est très possessive, quitte à leur créer des problèmes (voire des catastrophes). Elle complexe également du fait de n'être encore qu'une « gamine » (même pour une déesse), ce qu'Urd (qu'elle ne supporte pas en dépit de leur sororité) lui rappelle à l'occasion quand elle dépasse les bornes ou qu'elles se disputent. Susceptible, elle prend aussi personnellement qu'excessivement mal toute remise en question de la fiabilité de ses créations (et donc, de ses compétences), se faisant à leur première rencontre une mauvaise impression de Megumi alors qu'elle fait en un coup d’œil une expertise mécanique négative — et juste — de la moto de son frère (que Skuld avait « reconstruite » elle‑même et à son idée), et la percevant comme une rivale.
N'étant encore qu'une apprentie déesse, elle n'a ni la puissance ni la force nécessaires pour contrôler son ange, Noble Scarlett, qui restera donc dans son œuf jusqu'à ce qu'elle soit prête. Elle a aussi tendance à choisir la voie de la facilité face à la difficulté et à vouloir tout régler par le biais de ses inventions. Son orgueil en fait une très mauvaise perdante qui réagit mesquinement à ses propres défaites ou échecs. Contrairement à ses aînées, elle devient aussi aisément peureuse (par exemple, pour ce qui touche au paranormal). Sa source d'énergie de substitution consiste à ingérer de la glace. Elle est armée d'un marteau à deux mains qui lui sert essentiellement à éliminer les bogues, ce qui est sa tâche première avec le système Yggdrasil. Pour le peu qui est connu à propos de son père (jamais explicitement révélé ni apparu visuellement, au mieux comme une silhouette), elle a hérité de sa longue chevelure noire. Son sceau frontal, le « Sceau des Temps futurs », a la forme d'un ovoïde ou d'un triangle de Reuleaux ouvert. Skuld se déplace à travers les éléments liquides. Graphiquement, elle est des trois sœurs celle dont l'allure et la tenue subissent le moins de modifications d'un support ou d'une histoire à l'autre, la seule différence significative étant la manière dont ses cheveux sont parfois attachés.
Peorth (ペイオ―ス, Peiōsu)
Déesse de première classe, seconde catégorie, pouvoirs illimités d'un bureau d'assistance concurrent à celui de Belldandy, qu'elle traite froidement (et à sens unique) comme une rivale à cause d'un malentendu. Dans la série animée, elle apparaît implicitement dans un plan d'illustration avant son apparition effective. Tandis qu'elle se languissait à son poste, elle apparaît dans la vie de Keiichi par erreur : en effet, il a (de nouveau) contacté le Bureau d'Assistance Divine accidentellement, en essayant de joindre sa sœur Megumi par téléphone, et c'est cette déesse qui lui répond puis se présente à lui l'instant d'après (en arrivant via l'appareil photographique prêté par sa sœur) pour réaliser son « vœu ». Elle est surprise de constater que sa nouvelle « mission » est déjà entourée de trois déesses. Bien que son arrivée soit le fruit d'un hasard improbable et que l'Humain n'en éprouve aucunement le besoin, Peorth, par fierté (mais aussi, sa rivalité envers Belldandy), fera tout (quitte à le harceler) pour réaliser un souhait de Keiichi. Dans le Monde Céleste, elle a aussi en charge la surveillance d'Yggdrasil, le système informatique divin.
Elle a une haute estime d'elle-même frisant parfois le narcissisme, aimant prendre des poses et les étudier, une fierté personnelle se confondant aisément avec de l'orgueil, ainsi qu'un esprit de compétition obsessionnel : voulant souvent prouver qu'elle est la meilleure des déesses, elle se fait un point d'honneur d'accomplir (mais surtout, réussir avec magnificence) ses missions et tâches envers et contre tout, et a donc du mal à essuyer un refus qui l'empêcherait de briller. Son état d'humeur influe fortement sur son attitude ainsi que son langage, qui passe d'un vieilli, délicat et affecté (quand elle est dans de bonnes dispositions) à du vulgaire, acide et cassant (quand elle est contrariée). N'ayant aucune connaissance des coutumes terriennes, elle puise ironiquement ses « informations » dans les mangas qu'elle lit durant son temps de relâche, ce qui est parfois source de malentendus. Servant avant tout d'élément comique, elle est toutefois le personnage qui subit au cours de l'histoire, l'évolution la plus complète : d'une jeune fille à idée fixe et aux tendances grandiloquentes et burlesques, elle devient beaucoup plus sérieuse et soucieuse de ses responsabilités vers la fin de la série animée (à partir de sa réapparition à l'arc de Welsper dans le manga) et dans le film d'animation. N’apparaissant que postérieurement dans l’œuvre (chapitre 66), elle n'existe donc pas dans la première série (non canonique) d'OAV.
De même statut que Belldandy et (selon ses propres prétentions) meilleure déesse du Monde Céleste, elle est experte dans la magie élémentaire de terre, spécifiquement des plantes — surtout la rose, sa fleur fétiche (dont elle transporte de temps en temps un spécimen rouge avec elle pour se mettre en valeur) — et son ange, emmailloté dans des ronces de rosier, se nomme Gorgeous Rose. Elle est l'une des seules divinités connues à avoir le phénotype d'une Japonaise typique (mongoloïde). Son sceau frontal a la forme d'un losange (⧫). Peorth se déplace à travers les appareils de capture d'image comme les appareils photo et les caméras. Graphiquement, elle est des déesses principales de l'histoire celle qui a l'allure et la tenue à la fois les plus extravagantes (que ce soit sa tenue vestimentaire ou sa chevelure, raccourcie en dégradé de la nuque vers l'avant — à l'exception de longues mèches avant et d'une tresse ou queue tombant sous le postérieur) et les plus sexuellement connotées (cuir et habillement aussi moulant que très léger).

### Autres

#### Humains

##### Institut universitaire de Technologiede Nekomi
Megumi Morisato (森里 恵) / Mégumi Morisato (retranscription erronée ; version française du manga)
Sœur d'un an sa cadette de Keiichi débarquant de province et devenant elle aussi étudiante à l'université de Nekomi, où elle devient très populaire et membre cofondateur du club de softball. Résidant temporairement au temple avec son aîné et Belldandy, elle emménage ensuite dans l'appartement déjà occupé par le fantôme terrien de troisième classe, qui veille sur elle à la demande de Belldandy.
Megumi est à l'inverse de son frère, relativement chanceuse et favorisée dans son existence. Attentionnée envers son aîné, elle use parfois de cette chance naturelle pour l'aider à résoudre certains de ses problèmes ou organiser des « plans » romantiques pour Belldandy et lui. En ce qui concerne sa relation avec cette dernière, il lui demande aussi parfois des conseils en qualité de fille.
Elle est propriétaire d'une Kawasaki KSR‑II (déjà apparue dans le précédent manga de l'auteur, « You're Under Arrest »). Participant en second plan aux activités du club automobile (qu'elle ne souhaite néanmoins pas rejoindre), elle est très douée en mécanique : à leur première rencontre, elle fait mauvaise impression à Skuld et se la met involontairement à dos en faisant en un coup d’œil une expertise mécanique négative — et juste — de la moto de son frère, que la déesse venait de « reconstruire » elle‑même et à son idée, ce qui la fait passer à ses yeux (par rapport à ses compétences techniques) pour une sorte de rivale.
Sayoko Mishima (三嶋 沙夜子)
Fille du président d'une riche entreprise au physique avantageux (1,63 m pour 83‑59‑84 de mensurations) et membre du club universitaire de peinture (dans le manga), elle intrigue à la moindre occasion de s'immiscer entre Belldandy et Keiichi, plus par rivalité et antagonisme envers elle que par réel intérêt pour le jeune homme (qui, n'ayant qu'une seule fois tenté sa chance auprès d'elle par le passé, avant l'arrivée de la déesse, et subi un rejet humiliant, ne s'intéresse plus à elle et subit malgré lui ses machinations). Elle est la reine de la fac jusqu'au jour où Belldandy la détrône de son titre au concours de popularité organisé sur le campus, sa sœur Urd volant elle aussi la vedette en attirant l'attention des garçons de l'université.
Sayoko, habituée depuis toujours à être la fille la plus populaire et courtisée, ne le supportera pas et tentera de connaître le secret de Belldandy avec l'aide de son cousin Aoshima. Évidemment, le démon Marller s'en mêlera à son tour en lui proposant une alliance et exaucera les vœux de Sayoko, mais pas nécessairement comme elle le voudrait.
Quand Belldandy lui révèle son secret, elle ne la croit pas et suppose qu'elle lui ment, ignorant que cela lui est impossible en tant que déesse de première catégorie, seconde classe, pouvoirs illimités. Cette incrédulité radicale sur l'existence de déesses est répétée dans une histoire consacrée du manga lorsqu'elle est victime d'un Démonolok, une créature poulpoïde qui se nourrit de la foi de l'individu qu'il parasite.
Toshiyaki Aoshima (青嶋 紀元)
Fils de riche et grand séducteur (ainsi que manipulateur), il est le cousin de Sayoko et tentera sa chance auprès de Belldandy.
Il est tombé sous le charme de la déesse (et ému aux larmes par sa cuisine dans le manga), ainsi il s'acharne à essayer de faire déprécier Keiichi auprès d'elle. À cette seule fin, il essaiera entre autres de détruire le club automobile, d'abord en démolissant en douce leur local (et leurs efforts) durant un premier pari perdu par Aoshima ; puis par une concurrence déloyale en créant avec ses ressources son propre club universitaire de mécanique automobile, le « Club des Quatre Roues » dont il est également président durant sa brève existence (puisqu'il perdra son local et devra le dissoudre à la suite d'un second pari perdu qu'il a lui-même encouragé auprès des membres du club automobile). Dans le manga, il suscite lui-même l'amour d'Hasegawa.
Habitué comme sa cousine à obtenir tout ce qu'il veut sans effort, il a à sa disposition de nombreuses ressources et n'a aucun scrupule à employer toute méthode (qu'elle soit ou non discutable, voire crapuleuse) qui lui permettrait d'atteindre ses objectifs.
Shiho Sakakibara (榊原 志保)
Un jour, elle dépose en secret ce qui ressemble à une lettre de déclaration amoureuse dans le casier de Keiichi. Se rendant au rendez-vous fixé dans la lettre par égard pour elle et afin de mettre les choses au clair, le jeune homme découvre que la lettre n'était finalement qu'un moyen détourné de Shiho pour l'approcher : passionnée par les arts spirituels dont elle a fait son loisir, elle se prend pour une véritable exorciste et s'amuse à « chasser » les mauvais esprits, qu'elle prétend ressentir autour de lui. Elle s'incruste donc temporairement au temple afin de procéder à son « exorcisme ». Par des comportements tendancieux avec Keiichi et en l'embrassant sur la joue (en remerciement pour sa gentillesse), elle révèle sans s'en rendre compte la jalousie latente de Belldandy, dont la manifestation incontrôlée de ses pouvoirs en réaction entretient son propre délire, interprétant le phénomène comme des agissements spirituels pour la provoquer.
Totalement exaltée et amateur dans son loisir, elle est en réalité une novice à l'approche fantasmée, superficielle et ignorante des arts spirituels (dont elle fait un pot-pourri rituel et culturel) et, contrairement à ce qu'elle s'imagine, n'a aucun talent en la matière. Elle est constamment à côté de la plaque et tire des conclusions aussi hâtives qu'erronées sans écouter les autres, mais se persuade toute seule de ses prétendues réussites et compétences d'« exorciste », alors qu'en vérité elle provoque plus de malentendus et de troubles qu'elle ne pense en résoudre, invoquant le puissant Garm par erreur et déclenchant sa colère meurtrière en le rabrouant avec inconséquence avant de s'abriter dans les bras de Morisato.
Elle transporte partout avec elle, une tenue traditionnelle et faite maison de miko ainsi que son nécessaire d'« exorciste » dans une mallette. Son nom est celui d'un clan historique de l'époque d'Edo et signifie « champ de sakaki » (arbre sacré dans le shintoïsme) ou « sakaki originel/primitif ». Son prénom, quant à lui, signifie « stagiaire » ou « en période d'essai ».
Toraichi Tamiya (田宮 寅一)
Comeneur constamment en marcel et imposant du club automobile avec son douhai Ōtaki, Tamiya est un senpai de Keiichi, qui vit au début de l'histoire avec ces derniers à la pension pour garçons avant d'en être expulsé sur un malentendu causé par la présence imprévue de Belldandy (la présence d'une fille entre ces murs étant considérée comme une enfreinte à leur règlement).
Bon gars mais tout de même un peu irréfléchi et fourbe, il embarque souvent malgré lui Keiichi dans des aventures qui sont, le plus généralement pour ce dernier, douteuses ou carrément dangereuses. Il partage avec Ōtaki un attachement pour les vieux objets (les récupérant et se dévouant à les réparer tant qu'ils peuvent toujours servir) et cultive avec les membres du club un esprit passionné de « mécano à l'ancienne ».
Dans le manga (au sein d'une histoire qui lui est consacrée), alors en visite au temple qui paraît inoccupé et rentrant à l'intérieur pour voir son kouhai, il rencontre par hasard et, au premier regard, tombe éperdument amoureux de Peorth, qui se jette par méprise dans ses bras tandis qu'elle guettait le retour de Keiichi. Ce coup de foudre unilatéral (la déesse le fuyant parce qu'elle est effrayée par sa laideur) et la conversation à l'écart avec son kouhai à propos d'elle, provoquent un malentendu multiple : Belldandy s'imagine — à tort — qu'il est en fait amoureux d'Urd ; Peorth elle-même, de Keiichi (à cause d'une certaine littérature), le considérant donc — elle aussi à tort — comme un obstacle entre Morisato et elle à détourner de ce dernier ; et Keiichi craint la réaction de son senpai, la nouvellement déesse de son cœur (Peorth) n'arrêtant pas de le harceler, lui.
Hikozaemon Ōtaki (大滝 彦左衛門)
Comeneur aux allures de motard et imposant du club automobile avec son douhai Tamiya, Ōtaki est lui aussi un senpai de Keiichi, qui vit au début de l'histoire avec ces derniers à la pension pour garçons avant d'en être expulsé sur un malentendu causé par la présence imprévue de Belldandy (la présence d'une fille entre ces murs étant considérée comme une enfreinte à leur règlement).
Aussi déjanté que Tamiya, son regard est en permanence dissimulé derrière des lunettes fumées. Il partage avec lui un attachement pour les vieux objets (les récupérant et se dévouant à les réparer tant qu'ils peuvent toujours servir) et cultive avec les membres du club un esprit passionné de « mécano à l'ancienne ».
Il est amoureux d'une étudiante du département artistique, Satoko Yamano, mais n'est guère doué en relationnel. Cependant, avec l'aide de son kouhai et de Belldandy il réussira à nouer une relation sentimentale avec elle et se faire accepter par son père à leur premier rendez-vous chez elle. Il partage avec elle une passion pour les costumes et le déguisement, raison pour laquelle il a une seconde chambre à part à la pension pour entreposer tout son bazar. À l’inverse, il déteste les chiens.
Sora Hasegawa (長谷川 空)
Sora est une jeune étudiante à lunettes complexée et membre du club automobile à l'allure de collégienne ou de lycéenne, cette confusion l'affectant grandement car elle n'a pas vraiment de succès avec les garçons (ce qui est souvent souligné dans ses comportements hystériques sur la question quand elle s'enivre avec ses condisciples, tentant grossièrement de se faire remarquer en tant que femme et de s'exhiber auprès de Keiichi).
D'abord cantonnée à des apparitions mineures voire tertiaires, elle n'est explicitement présentée et introduite dans l'histoire qu'au moment où Keiichi, devenant victime de malchance provoquée par Senbē sur ordre de Marller, la surprend involontairement tandis qu'elle est en train de se changer dans le local de leur club puis s'évanouit : toutefois (et a posteriori), ce malentendu lui sauve incidemment la vie d'une fuite de gaz dans la pièce, fermée. Dans le manga, elle révèle son amour pour Aoshima en lui offrant un bentou (altéré à son insu par Urd) qu'elle aura appris à cuisiner seule, grâce à Belldandy. Elle deviendra la présidente du club après Keiichi, obtenant ce titre à la suite d'une course contre lui pour avoir le droit d'y renoncer : grâce à ce dernier et Belldandy, elle réalise à l'issue de cette course qu'elle en a finalement l'étoffe.
Elle est propriétaire d'une Fiat 500 (la même que celle du « dessin animé Lupin III, Le Château de Cagliostro »). En dehors de son allure juvénile, elle est également affligée par les deux seules matières scolaires où elle n'a jamais excellé : la cuisine et les travaux pratiques pour lesquelles elle se sait nulle, et qui lui auraient valu nombre d’humiliations passées qui l'ont marquée, comme le surnom blessant d'« Hasegawa, le Chef assassin ».
Takami Imai (今井 孝美)
Un senpai tertiaire du club automobile.
Il fume en permanence et porte un masque sur la tête.
Aoyama(-senpai) (青山先輩)
Un senpai tertiaire du club automobile. C'est lui qui au début de l'histoire, à la pension pour garçons, laisse Keiichi téléphoner (et composer le faux numéro qui amène à sa rencontre avec Belldandy).
Il est constamment accoutré d'un uniforme militaire soviétique.
Kondou (近藤)
Membre tertiaire du club automobile du même âge que Sora Hasegawa. Il s'oppose à la nomination de cette dernière comme présidente du club proposée par Chihiro Fujimi et Keiichi, car il ne considère pas bien que sa « fille » favorite soit placée dans une position plus responsable que la sienne.
C'est un homme au cœur pur. Il porte des lunettes épaisses et est constamment accoutré en samurai.
Satoko Yamano (矢間野 里子)
Étudiante en première année d'électronique du département artistique de l'université, très appréciée et intelligente (cinquième dans le top des étudiants) ainsi que de caractère modeste, dont Ōtaki est amoureux.
L'occasion de leur réel premier contact se produit avec l'aide implicite de Belldandy à la demande de Keiichi, lorsque le cyclomoteur chouchouté de Satoko « tombe en panne » et qu'Ōtaki, qui faisait justement le premier pas et transporte en toute circonstance ses outils de mécanicien à l'intérieur de sa veste, se dévoue à le lui réparer en deux temps trois mouvements. À leur premier rendez-vous chez elle, il rencontre son père et arrive à se faire accepter par lui. Dans le manga, elle réapparaît occasionnellement en sa compagnie, par exemple quand ils rendent visite aux protagonistes au temple à l'occasion du Jour de l'an.
Elle partage avec lui une passion pour les costumes et le déguisement. Dans la série animée, son père est le directeur de l'université.
Suzuki (すずき)
Un kouhai tertiaire du club automobile. Il est introduit avec ses douhai lorsque Keiichi prend par intérim la présidence du club en l'absence de Tamiya et Ōtaki, tous deux absents pour cause de maladie.
Watanabe (わたなべ)
Un kouhai tertiaire du club automobile. Il est introduit avec ses douhai lorsque Keiichi prend par intérim la présidence du club en l'absence de Tamiya et Ōtaki, tous deux absents pour cause de maladie.
Ogura (おぐら)
Un kouhai tertiaire du club automobile. Il est introduit avec ses douhai lorsque Keiichi prend par intérim la présidence du club en l'absence de Tamiya et Ōtaki, tous deux absents pour cause de maladie.
Professeur Kenji Kakuta (né Tobita) (角田〈旧姓：飛田〉研二教授)
Vieux professeur, titulaire de Keiichi, Belldandy et leurs senpai, il est relativement considéré comme un enseignant agréable (mais avec de l'autorité) et apprécié des élèves.
Il accepte la nouvellement arrivée Belldandy sans vraiment se poser de questions, jugeant même l'influence qu'elle a sur sa classe et l'ambiance de ses cours comme positive.
Bien qu'il ait généralement une attitude blasée et détendue, la peau de son visage est constamment rouge comme s'il contenait une colère en lui. Il semble prendre la vie avec un certain détachement, comme lorsqu'il devient pour un bref temps l'objet d'amour de la déesse Urd, sous l'emprise d'un stimulus magique, avant qu'elle ne reporte son obsession sur une autre cible : il interprète l'évènement comme une blague d'étudiant, les estimant comme devenues bien cruelles.
Professeur Ōsawa (大沢教授)
Rival du professeur Kakuta, il est a contrario de ce dernier, perçu comme antipathique et sévère par la plupart des élèves.
Contrairement à son collègue (et encouragé par l'élève Sayoko Mishima, qui y voit son intérêt), il fouine sur le passif de Belldandy afin de trouver des irrégularités concernant son intégration subite à l'université, ce afin d'éclabousser son rival Kakuta (qui est le professeur principal de la jeune fille). Mais face aux pouvoirs divins de la nouvelle élève (également aidée, non seulement des élèves Keiichi Morisato ainsi que ses senpai Tamiya et Ōtaki, mais également de la Force d'Imposition), après un certain point d'acharnement il finit par se décourager et abandonner.
Il porte des lunettes épaisses. Un peu plus jeune que Kakuta, il est connu pour noter sévèrement auprès des étudiants et ne suscite, en tant qu'enseignant, que crainte ou détestation.

##### Magasin demotosWHIRL WIND
Chihiro Fujimi (藤見 千尋) / Chihiko Fujimi (transcription erronée ; version française du manga)
Ancienne élève de l'Université de Technologie de Nekomi, elle était la présidente fondatrice du club automobile avant le début de l'histoire et la senpai de Tamiya et Ōtaki, qui lui vouent autant de respect que de crainte (en apprenant sa visite, ils prennent peur et se cachent d'elle). Elle travaille au départ pour un constructeur professionnel de vitesse moto qu'elle finira par quitter après sa course contre Keiichi, le milieu lui ayant déjà au préalable retirée sa passion.
Elle apparaît en faisant son retour au club automobile pour une visite, et se rend compte (à son grand désaccord) que le club a quitté son vieux local pour un autre : en rencontrant son kouhai homologue actuel (Keiichi Morisato) en train de monter une moto miniature pour le simple amusement avec les autres membres à leur nouveau local, elle lui propose une course (présentée comme « examen de passage ») contre elle fixée à deux jours plus tard, le temps pour elle de monter de son côté un second exemplaire. Elle accomplit son rêve en ouvrant son propre magasin de motos, WHIRL WIND, et devient la patronne des anciens membres du club qu'elle engage, dont Keiichi (et Belldandy).
Elle est propriétaire d'un Krauser Domani SSi. En tant que doyenne, elle conserve de l'autorité dans le cadre du club, appuyant avec Keiichi l'idée de désigner Sora Hasegawa comme présidente. De nature franche et confiante, c'est elle qui a transmis à ses deux kouhai (Tamiya et Ōtaki) leur passion exaltée pour la mécanique.

##### TempleTariki Hongan
Le gardien du temple / M. le Bonze (version française) / Koshian (越庵) (version originale de la série animée) / Oshou (和尚) (titre honorifique ; crédits originaux de la série animée)
Pas explicitement nommé dans l’œuvre originale, c'est le bonze zen qui garde le temple bouddhiste Tariki Hongan dans lequel Keiichi vient avec Belldandy s'abriter (d'une tempête dans le manga et la première série d'OAV ; contre de l'argent dans la série animée) après son expulsion de la pension pour garçons.
Il les recueille en échange de travaux d'entretien. Ironiquement, vis-à-vis des idées reçues sur le moine bouddhiste, il a tendance à céder aux conclusions hâtives et agir sans réfléchir : les événements étranges entourant Belldandy suscitent sa méfiance, la soupçonnant un temps d'être une sorte de démon et épiant ses allées et venues dans l'enceinte du temple. Finalement convaincu de son absence de malveillance, face à ses dons surhumains il finit par la prendre pour une réincarnation du bouddha Amitābha, auquel le temple est dédié. Réagissant à la hâte, il part sans prévenir en leur confiant le temple durant son absence, avouant dans la lettre qu'il a laissée son inexpérience (en rapport à ce qu'il croit savoir sur Belldandy) et annonçant son départ pour un pèlerinage. Keiichi et Belldandy, grâce à la Force d'Imposition qui les assure de rester réunis ainsi que la chance provoquée par la présence de la déesse, ont enfin un endroit à eux où s'installer et emménagent donc pour de bon.
Dans l’œuvre originale, il part étudier le vrai bouddhisme en Inde ; dans la série animée, il part faire le tour du pays et revient occasionnellement dans la seconde saison : la première fois, au premier épisode avant de repartir dans l'autre sens avec le même objectif à peine arrivé, après avoir fait la rencontre (et subi les conséquences d'une dispute) d'Urd et Skuld ; la seconde fois, au vingt‑et‑unième où il expulse temporairement du temple Belldandy (devenue un démon à cause d'un plan de Marller). Il est totalement absent de la première série d'OAV.

##### Autre
Sentarou (仙太郎) (manga) / Sentarou Kawanishi (川西 仙太郎) (série animée)
Jeune garçon passionné de bicross, il est un ami intime et le premier amour de Skuld.
Il l'a rencontré en bord de fleuve où il s'entraînait avec son vélo tandis que, frustrée et évitante face à son échec durant son apprentissage de la conduite à bicyclette, Skuld s'était enfouie du temple pour broyer du noir : cette rencontre leur provoque un coup de foudre timide, mais mutuel. Il l'a encouragé à persévérer et lui a personnellement appris à en faire, avec succès. Il contribue également à sa façon au développement des pouvoirs de Skuld par les sentiments qu'il lui suscite. Elle accepte de venir l'encourager durant une course régionale junior, ce qui l'a motivé au point de gagner la compétition. Dans le manga, ils continuent de se fréquenter normalement, mais un jour Sentarou apprend que sa famille, qu'il est contraint de suivre, va déménager par commodité et changer de préfecture, ce qui l'attriste et le dissuade d'en parler directement à Skuld, craignant leurs adieux et leur séparation : cette dernière finit cependant par l'apprendre indirectement mais, ne comprenant pas les implications et contraintes géographiques qui sous-tendent un déménagement dans une autre préfecture dans le cadre d'une relation pour des Humains (en qualité de déesse), ne s'en émeut pas et lui assure que, quel que soit l'endroit où il peut se trouver sur Terre, cela ne l'empêchera pas de continuer de venir le voir, comme avant : le problème se résout de lui-même quand il est révélé que Sentarou déménage bel et bien, mais s'installe en réalité simplement de l'autre côté du fleuve, ce qui géographiquement et concrètement ne change pratiquement rien pour eux deux, qui continuent donc de se fréquenter normalement.
En tant que jeune garçon et sportif adorant les sensations fortes, il passe son temps libre sur son BMX, que ce soit pour le simple loisir ou s'entraîner plus sérieusement (à la course comme au vélo acrobatique). Confiant en ses propres capacités, il montre ainsi toute son assurance face aux risques et ne craint pas de se blesser en chutant (prouvé par les pansements qu'il porte régulièrement çà et là sur son corps), courage qu'il inspirera à Skuld en l'aidant à dépasser sa peur de tomber de vélo. Leurs sentiments amoureux, bien que réservés, sont clairement réciproques et sincères.
Shouhei (晶平) (manga) / Shouhei Yoshida (吉田 晶平) (série animée)
Jeune garçon à lunettes amateur de jeux vidéo, Urd est son premier amour.
À la suite de la bataille contre le Grand Roi de la Terreur, Yggdrasil qui est accaparé ne nourrit temporairement plus la sororité divine en énergie, provoquant un dysfonctionnement de leurs sceaux qui à son tour engendre des effets secondaires : dans le cas d'Urd, une régression continue jusqu'à un stade d'enfant. Sous cette forme, elle fait la connaissance du garçon dans un parc avoisinant le temple tandis qu'il la trouve affaiblie et l'aide en lui achetant de l'alcool, qui est son énergie de substitution : le temps que le problème d'Urd soit réglé, ils passent les deux journées qui suivent ensemble, Shouhei tombant complètement sous son charme. Croyant à l'issue de cette rencontre à son départ imminent pour l'étranger, il la suit jusqu'au temple afin de trouver son adresse et la revoir : malheureusement pour lui, elle a repris sa forme adulte avant de se présenter à lui comme sa propre sœur et prétend son départ effectif. Dans le manga, elle lui annonce qu'il est définitif et qu'elle ne reviendra jamais, ce qui l'attriste profondément, puis fait mine de lui transmettre un message de sa part ; dans l'épisode spécial de la série animée, il la reconnaît implicitement sous sa forme adulte et c'est lui qui fait mine de transmettre un message, lui disant de l'attendre le temps qu'il devienne un homme.
Propre sur lui, sage et peu audacieux, Urd lui reproche de « vivre à reculons » et le pousse à avoir plus de courage, de ne pas craindre la prise de risques. D'après son ressenti final, leur rencontre fut marquante pour lui et ses sentiments pour elle, irrémédiables.

#### Divinités

##### Majeures
Lind (リンド, Rindo)
Déesse de première classe comme Belldandy et Peorth mais d'une catégorie spéciale, Lind est une Valkyrie, une guerrière d'élite de la Division de Combat du Monde Céleste, qui se bat avec une hallebarde. Elle est introduite à des moments différents dans l'histoire selon le support (à la fin de la première saison dans la série animée ; plus tardivement dans le manga) et est au centre de l'histoire L'aile guerrière (adaptée en une mini-série de deux épisodes spéciaux, Ah! My Goddess Tatakau Tsubasa).
De par sa fonction, elle est en conflit direct et ouvert avec Hild, la chef suprême des Enfers qui ne lui suscite aucune crainte malgré sa puissance. Stoïque par sa philosophie, peu ouverte et socialement handicapée, elle ne sourit pas vraiment et reste constamment concentrée sur sa mission. Elle est réputée aussi forte que dure à battre dans ses entraînements, étant obsédée par l'idée de se dépasser continuellement. Bien qu'elle soit droite et intègre, elle a aussi un fort sens de la justice qui peut primer sur ses directives. Elle tisse une amitié forte avec Belldandy et Keiichi, qui l'encouragent à sourire et à s'ouvrir un peu plus aux autres.
Bien qu'elle soit spécialiste de la magie élémentaire de glace, elle maîtrise aussi parfaitement celles de feu et de foudre. Elle est par contre notoirement mauvaise pour tout ce qui touche à la magie constructive, ce qui entraîne généralement une distorsion, déforme les objets et altère jusqu'à leur essence même, les rendant incapables de retrouver leur forme d'origine. Connue sous le surnom de « la Déesse à une aile » à cause de l'aspect de son ange gardien lorsqu'il apparaît, elle est aussi connue par un nombre réduit de personnes comme la « Déesse aux Anges jumeaux », étant en réalité l'une des rares déesses à posséder deux anges à la fois : Cool Mint, à l'aile droite et aux yeux bleus, et Spear Mint, à l'aile gauche et aux yeux rouges. Elle n'arrivait toutefois pas à les faire apparaître en même temps, la frustration de sa propre faiblesse expliquant sa férocité et son acharnement aux entraînements. Plongée en plein combat, ses yeux azurs deviennent dorés. Son sceau frontal a la forme de trois disques en triangle (⛬). Son nom, d'origine scandinave, signifie « tilleul ».

##### Mineures
Le fantôme terrien/tellurien de troisième classe (三級地霊, sankyū jirei)
Divinité mineure qui n'est pas explicitement nommée, c'est un esprit de la terre interdimensionnel qui hante l'appartement idéal investi par Megumi Morisato après son intégration à l'université de Nekomi. Son apparence physique rappelle celle d'un acteur de kabuki. Son sceau frontal a la forme d'un triangle équilatéral (▼).
Parce que le courant principal des ondes telluriques spirituelles d'où il puise son énergie a été coupé par les activités humaines, il s'est évertué à chasser les anciens locataires, alimentant la superstition gravitant autour du domicile qui le rend financièrement très abordable. Cette coupure l'a lui-même considérablement affaibli en le privant de ses pouvoirs, et il ne tient donc pas longtemps face à Belldandy qui, en dépit de ses pouvoirs restreints, détecte immédiatement sa présence dans les lieux à leur arrivée dans les environs immédiats et, tandis qu'il s’apprêtait à posséder Keiichi en l'absence de Megumi, lui inspire le respect quand le fantôme cerne sa nature divine ainsi que son rang de première classe. Après avoir rétabli le courant tellurique avec ses pouvoirs, elle le convainc de demeurer dans l'appartement incarné dans une forme animale tangible de son choix (dans ce cas, une souris ou un rat), afin de veiller sur la cadette de Keiichi (à l'instar d'un zashiki warashi).
Il a le sens du respect et de la hiérarchie, rendant à Belldandy les égards dus à son rang supérieur au sien. Il se sent également redevable envers elle pour son aide, lui offrant ses services avec solennité et acceptant de protéger Megumi à sa demande. Par sa nature, ses pouvoirs sont logiquement et essentiellement élémentaires de la terre, il détecte instantanément une présence divine ou démonique à proximité immédiate, et a la capacité de posséder le corps d'une forme de vie mortelle inférieure (animale, humaine ou anthropomorphique) ou un objet. Même incarné dans une forme tangible il garde toute sa conscience, et peut toujours se projeter sous sa forme spirituelle (sauf s'il est transformé et emprisonné contre sa volonté).
Troubadour « le Barde/l'Esprit du prunier » (トルバドール, Torubadōru)
Le grand amour d'Urd, il est l'esprit d'un prunier et un barde évoqué (implicitement) dans ses souvenirs. Peu après qu'elle s'est isolée dans la cour du temple pour contempler la floraison du prunier et se perdre dans ses souvenirs de Troubadour, il réapparaît brutalement dans sa vie, dans un tourbillon de pétales, prétendant revenir vers elle après tout ce temps pour reprendre leur idylle.
Urd et lui étaient compagnons par le passé, cependant il lui brisa le cœur en la quittant afin de partir à la quête du Rossignol d'or, une créature légendaire qui l'obsédait.
Autant qu'il est bel homme, Troubadour est aussi égoïste qu'obstiné mais surtout, d'après Urd, la « jalousie personnifiée » : à l'époque de leur idylle, il aurait fait subir avec ses pouvoirs un tourment effroyable à un prétendant qui serait venu draguer la déesse. Il a également un côté à la fois bizarre et burlesque qui le pousse à être souvent ridicule et à côté de la plaque.
Ses attributs sont fortement liés à la nature, mais aussi et surtout à la musique. Il transporte partout avec lui l'instrument dont il joue (une espèce de harpe fantaisiste dans le manga ; un luth dans la série animée), que ce soit pour l'exercice musical ou utiliser ses pouvoirs. Son sceau frontal a la forme d'un disque ceint d'un croissant (Ͼ). Son nom désigne en français un poète et musicien médiéval occitanophone.

#### Démons
Marller (マーラー, Mārā) / Maleurr (version française du manga)
Antagoniste récurrent. Démon de première catégorie, pouvoirs illimités, scellé (plus précisément par Belldandy et Urd dans la série animée) avant le début de l’histoire, bien qu'elle soit une femme elle est confondue avec un homme (même après qu'elle a adopté une allure plus féminine). Ces deux dernières et elle sont des amies d'enfance.
Dans l'histoire, elle apparaît pour la première fois à Keiichi dans un cauchemar. La journée suivante chez une disquaire (dans le manga, chez un antiquaire dans la série animée), poussé par quelque chose qu'il ne s'explique pas, l'un de ses senpai Tamiya trouve et achète (avec Ōtaki dans la série animée) un CD étrange, le Demons CD (« CD des Démons », qui est le catalyseur dans lequel est enfermée Marller ; dans le manga, cette mise sous scellés nécessite un second CD inclus avec, le Gods CD — « CD des Dieux »). Elle est libérée lorsqu'il tente de l'écouter sur un tourne‑disque à la pension. Censée exaucer l'un de ses vœux en récompense, elle est cependant chassée sans attendre des lieux puisqu'elle est une fille, elle‑même encouragée (dans la série animée) par la présence de nombreuses amulettes (omamori) et statuettes porte‑bonheurs (maneki‑neko, daruma...). Bien que ses agissements puissent être ambivalents (notamment à cause du lien qu'elle partage avec les sœurs aînées, plus particulièrement sa semi‑congénère Urd), elle exerce essentiellement dans l'histoire un rôle d'élément perturbateur ou de fautrice de troubles, son inclinaison naturelle étant finalement de nuire aux déesses quelle qu'en soit la raison ou la manière d'y parvenir.
Son sceau frontal a la forme d'une paire symétrique de triangles amblygones. Elle déteste tout porte‑bonheur ou objet apotropaïque, qui l'affaiblissent au contact, et la musique rock, qui la fait danser contre son gré lorsqu'elle en entend.
Le (Grand) Roi de la Terreur (恐怖の大魔王, Kyoufu no Daimaou) / Le (Grand) Roi des Ténèbres (en tant qu'entité et réincarnation masculine ; version française du manga) / La (Grande) Reine des Ténèbres (en tant que réincarnation féminine ; version française du manga)
Antagoniste majeur, c'est un Démon très puissant et dangereux mais surtout, un ancêtre maternel d'Urd dont la volonté survit à travers sa descendance par atavisme : il se réveille un jour en elle à cause d'un plan de Malleur aidée de la Cruche de Tchoum le Mage maudit (dans la version française ; en version originale, ハクション大魔王の壺, Hakushon Daimaou no Tsubo — littéralement, la « Jarre d'Atchoum le Roi‑Démon »), arrivant à la séduire et la posséder, encouragée et frustrée qu'elle est par son récent retrait de permis.
Dans un souvenir raconté par Belldandy à Keiichi, juste avant sa nomination comme déesse de première classe leur père (le Tout‑Puissant, partiellement hors champ) lui a révélé leur semi‑sororité, l'ascendance d'Urd et le fait qu'il avait scellé cette conscience démonique à l'intérieur d'elle, car d'après l'histoire entourant ce Démon, sa résurrection aurait des conséquences apocalyptiques sur le monde des Humains, prophétisant une Terre sombrant dans le chaos par le changement de son axe de rotation et sept jours d'enfer, aboutissant à la disparition de toute vie de sa surface. Sa motivation est de créer sur la Terre un monde pour les Démons à la place de celui des Humains.
Il se divise en deux entités distinctes : sa propre volonté, intangible ; et le Programme de Destruction Ultime (le « Programme de Destruction Massive » ou « Mégadestrosoft » dans la version française du manga), Fenris, un virus dont le bon fonctionnement dépend de la Cruche de Tchoum et ne peut être utilisé que par un membre de la lignée du Grand Roi des Ténèbres. Sa dangerosité principale réside dans sa quasi‑invulnérabilité, pouvant posséder un corps vivant ou un objet sur une « même fréquence » et au contact (acte présenté comme une « duplication » ou « contamination », à l'instar d'un virus), et en changer si ce dernier est détruit : s'il possède le corps d'un être cher à son ennemi, celui‑ci ne peut donc l'atteindre (et sans garantie de résultat) sans faire du mal au possédé. Bien que son apparence originelle n'est pas explicitement connue, d'après l'épithète qui lui est attribuée par Marller, c'est de cet ancêtre qu'Hild et Urd auraient hérité de leur peau sombre distinctive.
Senbē (魔神千兵衛, Majin Senbē) / Le Lamounet des Enfers (surnom ; version française du manga) / Jean « Calamity John » Lamounet (identité et surnom autoproclamés ; version française du manga)
Antagoniste mineur, c'est un Démon (génie dans la version française) d'élite miniature habitant une bouteille de Ramune et qui est invoqué par Marller après qu'elle a possédé Megumi Morisato, afin qu'il utilise ses pouvoirs pour nuire à Keiichi. Il continue de l'accompagner par la suite et devient une sorte de second ou de familier pour elle, apportant de la légèreté dans leur dynamique.
Il a l'apparence d'un bellâtre europoïde et exubérant en tenue de Monsieur Loyal. Il incarne dans sa personnalité et ses manières le stéréotype du gaikokujin (« étranger », plus spécifiquement occidental) de spectacle, outrancier et grotesque, « à l'américaine » : parlant une langue étrangère avec approximation et un accent prononcé en sur-abusant d'anglicismes, excessif dans son langage corporel et ostentatoire (parfois lubrique) dans tous les aspects de son comportement, ainsi que narcissique pour son attitude et la perception qu'il a de lui-même, il a un ego disproportionnel à sa taille (mais dont la fragilité le rend dépendant de ses réussites ou de ses échecs personnels) et passe son temps à parader et poser, comme s'il était exceptionnel et irrésistible.
Autoproclamé dieu du désastre et de la misère (pauvreté), il préside et se nourrit au malheur des autres en provoquant la malchance sur une cible désignée (ce qu'il présente comme un équilibre nécessaire, une « loi de la conservation des rapports ») d'un claquement de doigts et d'un « Pouââââss ! », en version originale « Shakkiin! » (シャッキーン/借金, shakkīn/shakkin, littéralement, « dette » ; contextuellement, « tribut, prix à payer ») : plus sa victime est naturellement malchanceuse et leur proximité réduite, plus l'effet est efficace et l'enrichit (et donc, le renforce). Par corollaire donc, le bonheur et la chance l'appauvrissent et l'affaiblissent proportionnellement. Il se meut en lévitant, pouvant rester statique ou suspendu dans les airs, et semble invisible pour l'Humain de base. Son nom original 千兵衛 (Senbē, « mille gardes palatiaux ») renvoie à une catégorie spécifique de soldat médiéval sous le ritsuryou.
Hild (ヒルド, Hirudo)
Hild est la mère démone d'Urd et la magna‑gérante des Enfers, et est à ce titre crainte car elle est particulièrement vicieuse, même avec les siens. À la suite de son apparition dans l'histoire, elle deviendra une antagoniste récurrente.
Sa fille a héritée de ses caractéristiques physiques (yeux, peau mate et chevelure grise), sa plastique séduisante ainsi que sa nature lubrique, rusée, joueuse et versatile. Elle lui témoigne ce qui paraît être un attachement authentiquement maternel, mais qu'Urd n'encourage pas car elle a aussi parfaitement conscience du caractère démoniaquement intéressé de ses tentatives de rapprochement. Ayant l'apparence d'une femme mûre en temps normal, elle possède également une forme adolescente et plus discrète qui restreint ses pouvoirs (par exemple, quand elle passe un certain temps sur Terre). Son sceau frontal a la forme d'une étoile à six branches.
Elle tire sa légitimité et l'angoisse qu'elle peut susciter de sa lignée démonique, en tant que descendante du Roi de la Terreur : elle possède de nombreux pouvoirs d'un niveau supérieur et est bien plus puissante que tous les autres Démons, mais aussi la plupart des divinités. De prime abord, seul le Tout‑Puissant (ancienne conquête et père d'Urd) rivaliserait avec elle et pourrait la tenir sérieusement en respect.

#### Divers
Banpei RX (ばんぺいくんRX, Banpei-kun Āru Ekkusu) / Banpei (ばんぺいくん, Banpei‑kun) (surnom) / Pépé (Petit Pierrot) modèle RX (identité complète ; version française)
Pépé est le robot de défense des déesses créé par Skuld pour les défendre de Marller, équipé d'armes pour la contrer. En l'absence de résidents ou lorsqu'il n'est pas sollicité, il garde généralement le temple Tariki Hongan, posté en sentinelle avec son bou.
Au tout début, Pépé bien que disposant d'un système gyroscopique est très limité dans ses déplacements : il ne peut quitter l'enceinte du temple car il est relié par un gros câble d'alimentation au temple. Il tombe sous le charme de Belldandy et la protège de tout, même de Keiichi et de ses sœurs, ayant modifié son programme pour ressentir des émotions. Il reçoit un transformateur créé par Belldandy et installé par Keiichi pour éviter les pannes de courant de la maison, mais cela a un effet sur Pépé : il est plus que jamais amoureux de Belldandy. Cependant, un jour il perd presque entièrement la mémoire à la suite d'une panne d'énergie après s'être délibérément désolidarisé des prises de son câble d'alimentation (afin de rapporter à Belldandy, en ballade avec Keiichi, le bentou qu'elle avait fait mais oublié au temple, dans le manga ; pour sauver sa créatrice — Skuld — en danger immédiat, dans la série animée), ce qui lui provoque une perte de ses données : son programme en reconstituera néanmoins les quelques fragments restants. Dans le manga, Pépé rencontre un jour l'amour de sa vie, une automate ressemblant à une petite fille et qui répète tout le temps la même phrase, qu'il retrouvera chez la patronne de Keiichi et emmènera au temple. Mais sa bien-aimée se brise et Pépé est triste. Alors Skuld la répare et la transforme en robot pour son Pépé : Sigel. Pépé la protégera, même si celle-ci ne l'aime pas.
Il a l'allure schématique d'une mascotte enfantine chapeautée. Bipède de base, il possède également un mode véhicule terrestre (le transformant, après analyse, en imitation basique d'un pilote en moto) lui permettant de se déplacer plus vite sur de grandes distances (en transportant éventuellement une marchandise ou un accompagnant). Subissant régulièrement des améliorations, il reçoit également un mode véhicule utilitaire, et un mode aérien lui permettant de demeurer en vol stationnaire, se déplacer ou transporter quelqu'un rapidement par la voie des airs. Skuld le duplique en un homonyme plus petit et discret pour garder l'intérieur, Pépé alias « Petit Pépé ». Son nom en version originale, écrit autrement, renvoie littéralement à sa fonction de gardien (番兵, banpei, « sentinelle, garde ») et, par extension à l'informatique, une valeur sentinelle. Le cercle dessiné sur son sandogasa souligne ce lien symbolique avec le temple.
Chieko Honda (本田 智恵子)
Chieko Honda apparaît en accueillant le club automobile, Belldandy, Urd et Megumi dans l'auberge du même nom, tenue par une connaissance de feu le grand-père de la fratrie Morisato, dont elle se présente comme la propriétaire. À la surprise de tous, elle semble reconnaître Keiichi et a une réaction étrangement intime et familière envers lui : elle parle d'une promesse qu'il lui aurait faite, mais dont le jeune homme ne se rappelle pourtant absolument pas.
Il se révèle qu'en réalité, la méprise provient du lignage des Morisato : en effet, Chieko est un shinnentai (« vœu réifié » d'un défunt comparable à un fantôme avec un corps tangible) et, parce qu'il lui ressemble énormément, confond Keiichi avec son grand-père Gēnosuke Morisato, un contemporain de la véritable Chieko. Ils se sont rencontrés durant deux jours d'été (aux alentours du 12 août 1916 dans le manga), mais malgré toute sa volonté et ses forces elle décéda peu de temps après, d'une fièvre conséquente à une grave maladie, avant qu'il n'ait pu tenir ladite promesse qu'il lui avait faite : son vœu fut toutefois assez fort et puissant pour leur survivre sur deux générations, durant laquelle il patienta sous sa forme à l'auberge, lieu inoubliable de leur rencontre et de la promesse. Leur idylle est liée à la moto de Gēnosuke, une Brough Superior laissée sur place et à l'abandon.
Quand elle croit avoir affaire à un Gēnosuke amnésique en voyant Keiichi blessé se faire soigner et cajoler par Belldandy, elle montre de la possessivité, exprime une vive jalousie et défend passionnément leur relation, indiquant que la véritable Chieko aimait profondément son grand-père. Ironiquement, le personnage et sa seiyū (本多知恵子) sont homonymes. Son prénom signifie « sagesse » ou « enfant sage » et renvoie dans son sens bouddhiste au Prajñā, et les idéogrammes choisis pour son nom renvoient au fondateur du célèbre constructeur automobile japonais du même nom.
Les « Ninja Masters » (ニンジャマスター, ninja masutā, de l'anglais pour « maître ninja ») / Les Petites Ninjas (yonkoma ; version française du manga)
Shinobi miniatures créés par Marller à partir de souris (en intégrant un esprit illusionniste dans un corps de rongeur humanoïde dans le manga ; par des expériences dans la série animée) afin de nuire aux déesses, ils sont régis par le code des assassins de l'ombre et suivent la voie du ninja.
Envoyés successivement en infiltration au temple Tariki Hongan, ils échouent l'un après l'autre dans leur mission et sont découverts mais, au lieu de se donner la mort dans une attaque-suicide comme le dicte leurs lois, ils sont empêchés et ralliés par Belldandy, qui les gagne par son immense compassion envers eux et les accueille au temple. Ils passent donc sous son autorité et y résident avec eux. Ils sont parfois vus s'y baladant par la suite.
À l'instar de la version romancée et fantaisiste du shinobi, ils disposent de certaines capacités surhumaines et pouvoirs magiques spécifiques à leur condition d'assassin de l'ombre (furtivité, hypnose, illusion, transformation, disparition, démultiplication...). Ils ont également une étiquette châtiée, solennelle et correspondant à leur caste. Sur l'ensemble de leur groupe, trois kunoichi (くノ一, argot pour « femme ninja », déclinaison féminine, fictive et récente du shinobi), dont les noms sont inspirés de classes de train des lignes Shinkansen Toukaidou et Sanyou, sont explicitement caractérisés :
- Kodama « l'Éblouissante » (幻惑の木霊, Genwaku no Kodama)

À l'origine une souris blanche, elle est la première envoyée au temple. Elle enquête dans l'ombre sur les résidents puis selon ses informations, conçoit deux plans parallèles : semer la zizanie entre Urd et Skuld d'une part, et le doute auprès de Belldandy d'autre part en se mettant en scène avec Keiichi dans une situation apparente d'infidélité amoureuse. Elle tombe néanmoins des nues face à la confiance aveugle de la déesse en la fidélité de son Humain.
Elle est réputée imbattable à la force de frappe au sein de sa confrérie. Ses aptitudes lui permettent de déjouer avec aisance la surveillance de Pépé et le mettre hors d'état de nuire sans lui laisser d'occasion de réagir à la menace. Sa tenue d'assassin est classique et légère et, contrairement à ses frères d'armes, elle ne dissimule pas sa tête. Elle a une longue et broussailleuse chevelure noire (à l'exception d'une leucotrichie localisée sur le haut du crâne) attachée en queue-de-cheval. De nature émotive, elle est passionnée par un feuilleton télévisé sur les ninja, « La légende de Kamuri ». À dater du moment où elle est touchée par la compassion de Belldandy, elle lui manifeste autant d'allégeance que de déférence, s'adressant à elle en tant que « Dame Belldandy ».
- Hikari « la Fulgurante » (閃光の火狩, Senkou no Hikari)

À l'origine une souris gris-brun, elle est la seconde envoyée au temple, comme exécutrice à la suite de la trahison de Kodama. Conçue en même temps et amie proche d'elle, sa mission était toutefois de l'éliminer. Mais tandis qu'elle épiait depuis une cachette Kodama, en compagnie de Belldandy s'occupant du linge, cette dernière fidèle à elle-même, la repère et lui enlève naïvement l'élément de surprise auprès de Kodama sans qu'elle n'ait pu réagir, déclenchant un duel mortel entre sœurs d'armes où elle prend Keiichi en otage. Feignant ensuite d'être convertie comme Kodama, elle prévoyait de l'endormir puis l'assassiner dans son sommeil, mais se révèle finalement incapable de tuer son amie.
Elle est réputée imbattable à la vitesse au sein de sa confrérie. Sa tenue d'assassin est renforcée de pièces d'armure à pointes, dont un casque. Elle a une chevelure raccourcie à la nuque, et châtain comme Belldandy.
- Nozomi « la Clairvoyante » (千里眼の覗見, Senrigan no Nozomi)

La troisième envoyée au temple, censée surveiller Hikari et faire un rapport sur ses agissements. Elle apparaît à cette dernière et Kodama lorsque sa trahison est établie, et a ordre de tuer tout le monde : à l'aide d'une clarinette, elle envoie donc un signal d'attaque au reste de la confrérie en embuscade, qui apparaît de tous recoins et prend d'assaut les résidents.
Sa tenue d'assassin est plus légère, et son écharpe plus longue, que celles de Kodama. Elle a une chevelure noire et coupée court, et dégage une certaine vigueur morbide.
Elles réapparaissent dans leur premier (et double) yonkoma « Ah ! My Mini-Goddess ! » consacré dans le manga (« À ceux qui se demandent ce que sont devenues les Petites Ninjas — 1 et 2 »).

#### Arlésiennes
Le Tout‑Puissant (神様, Kami‑sama) (titre et surnom) / Tyr (ティール, Tīru) (identité réelle)
Le Daitenkaichou (dirigeant ou, plus exactement, directeur général du Monde Céleste), ainsi que le père d'Urd (conçue avec sa précédente compagne et homologue démonique, Hild), Belldandy et Skuld (conçues avec sa compagne actuelle, Ansuz).
Il est régulièrement mentionné et intervient parfois, mais n'apparaît jamais réellement physiquement ni explicitement dans l'histoire : ce qui en est révélé suggère toutefois un individu de grande taille et bien bâti aux longs cheveux noirs (les mêmes dont a apparemment héritée Skuld).
Figure d'autorité aux décisions et rappels irrévocables (hormis circonstances contextuelles), il est également reconnu, comme indiqué littéralement dans son titre courant, pour l'étendue supposée de sa puissance qui lui permet, entre autres, de tenir en respect la dirigeante démonique Hild (elle-même crainte pour sa puissance), et justifie sa position de dirigeant céleste. Il sait par exemple communiquer ou user de ses pouvoirs, directement et à distance, depuis son monde vers la Terre (que ce soit pour contacter par télépathie ses filles ou interférer à l'occasion).
Gēnosuke Morisato (本田 螢ノ助) / Hotaru-no-suké/Hotaru-no-uké Morisato (transcriptions erronées ; version française du manga)
Le grand-père de Keiichi et Megumi, déjà décédé avant le début de l'histoire. N'intervenant donc pas directement, il est cependant dépeint et symboliquement présent au travers de son petit-fils, au sein d'une histoire dans laquelle il prend une importance significative.
Il a connu Chieko Honda durant deux jours d'été (aux alentours du 12 août 1916 dans le manga) et est resté lié à elle à travers la mort par une promesse (en rapport avec sa moto) qu'il lui avait faite à l'époque mais n'a pu honorer, car malgré toute sa volonté et ses forces Chieko décéda peu de temps après leur idylle, d'une fièvre conséquente à une grave maladie : le vœu de la jeune fille fut toutefois assez fort et puissant pour leur survivre durant toutes ces années, et lui donner métaphoriquement l'occasion (à travers son petit-fils) de tenir cette fameuse promesse.
Comme ses petits-enfants, il était de son vivant un passionné de mécanique automobile, mais aussi propriétaire et pilote de la « Rolls-Royce de la moto » (une Brough Superior SS100 AGS,). Physiquement, son petit-fils lui ressemble énormément au même âge qu'il avait, d'où la méprise de Chieko quand elle rencontre Keiichi. Toutefois, contrairement à ce dernier, il dégage d'après la photographie où il pose avec Chieko et sa moto, un certain charisme soulevé par Urd et un regard assuré. De même, sa relation avec Chieko semble avoir été très forte d'après ce qu'elle en dit et les sentiments qu'elle exprime. Les deux idéogrammes de son prénom signifient respectivement « luciole », et « aide/secours/soutien ».

#### Exclusifs au manga
Welsper (ヴェルスパー, Verusupā)
Welsper est le lointain jumeau démoniaque de Belldandy. Son sceau frontal a la forme d'une étoile à quatre branches (✦).
C'est la loi de l'alter ego que les dieux et les démons se sont imposés à la suite de nombreuses guerres. Si un démon ou un dieu venait à mourir, il subirait le même sort que son alter ego. De plus personne ne connait son jumeau, alors tuer quelqu'un de l'autre camp revient à tuer une personne de son propre camp. Welsper est condamné par les démons pour avoir touché au temps d'Yggdrasil. Il se réincarne en chat (plus précisément, en chatte).
Il retournera auprès de Belldandy, qui ne se doute de rien : elle pense que ce n'est qu'un simple chat errant aux alentours du temple, qu'elle nomme... Welsper.
Ansuz (アンザス, Anzasu)
Dirigeant le Monde Céleste avec son époux, le Tout‑Puissant, Ansuz est la mère de Belldandy et Skuld, et mère adoptive d'Urd. En qualité d'Inquisitrice des Amours Interraciaux elle est chargée de la Porte du Jugement, qu'elle convoque et ouvre pour juger la pureté de l'amour entre deux êtres d'espèces ou de mondes différents. Elle intervient en faveur de sa fille et de l'Humain Keiichi Morisato (après que celle-ci ait donné au jeune homme le Baiser de la Vérité) en leur facilitant l'épreuve et affronte Hild à son arrivée. Dans le film d'animation, son intervention n'est que suggérée, la Porte apparaissant sans toutefois qu'elle ne se manifeste elle-même.
D'après ce qu'elle signifie, elle a déjà été dans le monde des Humains auparavant et souhaiterait visiter ses filles et Keiichi, car elle apprécie certaines choses de la Terre. Belldandy a beaucoup héritée d'elle pour sa beauté physique et sa candeur. Dû probablement au cycle de vie des divinités, elle paraît à peine plus âgée qu'elle. En couleurs, elle est couverte de pied en cap de blanc et de bleu, jusqu'à ses yeux et sa chevelure (similaires à ceux de sa fille aînée).
Son importance hiérarchique et sa puissance sont suggérées jusque dans son apparence très angélique inspirée de la théologie chrétienne : elle possède trois paires d'ailes, à l'instar des Séraphins et des Chérubins qui sont les deux plus importantes créatures célestes, à la fois de la triade supérieure (premier et deuxième chœurs) et du reste des anges dans la hiérarchie céleste. Elle apparaît efficace en magie de combat défensive face à Hild. Elle est également connue pour posséder un moyen de communication magique interdimensionnel avec ses filles, et des pouvoirs télépathiques semblant fonctionner sur les Humains, peut-être de même sur les divinités et Démons. Elle est armée d'un labrys à deux mains surdimensionné et son sceau frontal a la forme d'un ovale (⬮). Son nom, « dieu, divinité » en proto-germanique, vient d'une rune ancienne qui est associée aux Ases, l'un des trois groupes de divinités du panthéon nordique.
Sigel (シーグル, Shīguru)
Sigel a été conçue par Skuld à partir de l'ancien corps de la bien-aimée de Pépé.
Elle n'aime pas Pépé car il n'est pas expressif : elle n'est toutefois pas complètement fermée à ses sentiments, même qu'elle est rassurée quand elle le retrouve dans le puits après que Pépé soit venu au fond la recharger. Elle le remercie et lui dit que le reste ne dépendra que de lui.
Son nom est trouvé par Belldandy qui lui donne le nom d'une rune.
Monsieur Rat (version française) / Albert Martin (identité réelle ; version française)
Personnage récurrent des yonkoma en style graphique « super déformées » entrecoupant certains chapitres (« Petite mais fonctionnelle, d'après... », « Être minuscule c'est... », « Ah ! My Mini Goddess ! », « Ah ! My Mini-Goddess ! »...).
C'est un ami complice d'Urd. Il apparaît parfois en compagnie d'autres congénères, et devient parfois la victime de cette dernière et de Skuld.

#### Exclusifs à la sérieLes Aventures des Mini-Déesses
Gan (岩ちゃん, Gan‑chan) (surnom) / Mitsuo Iwata (岩田 みつお) (brisure du quatrième mur)
Gan est le rat maltraité du temple dans la série Les Aventures des Mini-Déesses.
D'habitude sympathique, il est un peu émotif et très enthousiaste, mais aussi enclin à la gourmandise. En raison de sa nature agréable et confiante, il est régulièrement entraîné par Skuld et Urd dans des aventures violentes dont l'issue est souvent physiquement douloureuse pour Gan, qui se fait généralement victimiser.
Il préfère sans hésiter la compagnie de Belldandy pour qui il a le béguin, car elle est beaucoup plus silencieuse que ses sœurs et loin d'être violente envers lui.

#### Exclusifs à la série éponyme
Hijiri (聖)
Hijiri est une petite fille — parfois accompagnée de sa mère — qui se lie d'amitié avec Keiichi avant sa première rencontre avec Belldandy.
Elle devient une blague récurrente en faisant des apparitions mineures, assistant à des batailles dramatiques des déesses, enlevant sur un malentendu le fantôme terrien de troisième classe de l'appartement de Megumi (transformé en peluche par Marller après qu'elle a possédée cette dernière), ou en étant simplement au bon endroit au bon moment pour permettre à Keiichi d'obtenir un repas.

#### Exclusifs aux OADAh! My Goddess! Itsumo Futari de
Eir et Saga (エイル & サーガ, Eiru to Sāga)
Eir et Saga sont des jumelles, jeunes apprenties déesses fraîchement sorties de l'Académie pour filles Ste Izuna pour intégrer en qualité de stagiaires le Bureau d'Assistance Divine, comme leur senpai Belldandy. Toutefois arrivistes et ne faisant pas vraiment grand cas d'autrui, elles débarquent sans prévenir ni s'annoncer chez elle, ses sœurs et l'Humain Keiichi Morisato pour la narguer et la défier à une compétition entre déesses dont elle serait tenante du titre, dans le but assumé de la battre afin d'impressionner leurs pairs et se faire connaître.
Entretemps remises à leur place et assagies, elles reçoivent leur toute première mission mais, perturbées par le souhait, demandent l'aide de leur senpai.
Bien qu'elles soit jumelles, elles ont cependant des différences physiques identifiables : leur chevelure pastel (sakura avec la raie à droite pour Eir, pervenche avec la raie à gauche pour Saga) ; leur sceau frontal — ainsi que les boucles d'oreille qui le représentent (un disque inscrit dans un tiers de cercle du côté haut pour Eir, du côté bas pour Saga) ; et leur voix (seiyū différentes). Cette gémellité qui leur fait tout faire à deux, même au combat, est à double tranchant car étant à la fois leur point fort et leur point faible, ce qu'elles apprendront grâce à leur senpai et Keiichi. Du fait qu'elles soient du genre à aller directement droit au but, elles ont comme défauts d'être présomptueuses, impolies et particulièrement sans-gênes, n'hésitant pas à pénétrer chez les autres, aller et venir (quitte à défoncer l'édifice à chaque passage), sans aucune courtoisie ni égard envers leurs hôtes. Leur arrogance disparaîtra toutefois après une leçon d'humilité, et elles feront des efforts (relatifs) pour corriger leurs manières au contact de Belldandy, qui se les rallie en tant que kouhai et les guide à considérer les autres.

#### Exclusifs au film d'animation
Celestin (セレスティン, Seresutin)
Principal antagoniste du film, Celestin est une divinité qui fut respectée par ses pairs et choisie pour devenir le mentor adoré de Belldandy depuis sa plus tendre enfance, et à ce titre lui a tout transmis, notamment sa grande compassion pour les créatures mortelles. Il serait selon ce qu'on lui avait rapporté, disparu pour une mission dans un lieu lointain, pour un temps indéterminé.
Il était en fait depuis tout ce temps prisonnier d'une 17e forme (un minuscule masque) et enfermé dans une prison lunaire, dont il est libéré par Morgan trois ans après la rencontre entre son ancienne disciple et Keiichi. Il réapparait alors à Belldandy du jour au lendemain et lui efface partiellement la mémoire afin de lui révéler la vérité : en réalité, il s'était rebellé à l'époque de sa tutelle contre le système divin du Monde Céleste, qu'il juge inique envers les mortels dont il perçoit toutes les souffrances et tristesses (causées notamment par leurs mises à l'épreuve perpétuelles, par exemple avec la Porte du Jugement) et voulait renverser avec son aide afin de leur offrir un monde idyllique. Belldandy encore très jeune et influençable, fut impliquée et complice malgré elle dans sa tentative et en ressortit traumatisée, cataleptique. Elle échappa toutefois à une sanction divine contrairement à Celestin dans les intérêts du Monde Céleste, en raison de l'importance non négligeable de ses pouvoirs. Pour son bien, Urd (qui est l'une des seules personnes au courant en dehors des instances divines) avait amnésié la mémoire de sa sœur sur les événements, dont les informations furent classées et à l'accès protégé.
Son but n'a pas changé depuis et il œuvre encore pour atteindre son objectif, avec l'aide de Morgan et (selon son désir) de son ancienne disciple, qu'il souhaite toujours rallier à sa cause. Son sceau frontal a la forme d'un hexagone (⬢) irrégulier.
Morgan (モルガン・ル・フェ, Morugan ru Fe)
Créature féerique esseulée et au regard perçant qui par intérêt personnel, s'associe à Celestin en le libérant de sa prison lunaire puis en participant activement à ses plans, essentiellement en le protégeant sous sa forme scellée (par la force si nécessaire), lui servant au besoin de corps de substitution et intégrant sous une apparence humaine le club automobile de Keiichi, ce afin de s'immiscer entre Belldandy et lui.
Son passé tragique est lié à la Porte du Jugement, censée soumettre à l'épreuve divine la force ainsi que la pureté de l'amour entre deux êtres issus de mondes différents. Les deux amants qui en franchissent ensemble le seuil voient leur destin scellé : s'ils réussissent l'épreuve (ce qui ne s'est encore jamais produit), ils seraient unis pour toujours ; mais s'ils échouent, irrémédiablement séparés et condamnés à ne jamais se retrouver. Dans le souvenir de cette porte que Celestin expose à Belldandy, Morgan avait elle-même passé cette épreuve avec son amant (un jeune barde non nommé ni explicitement caractérisé), mais ils échouèrent et de l'autre côté Morgan, désespérée et meurtrie, constata la disparition pure et simple de son bien-aimé, qu'elle est condamnée à ne plus jamais revoir.
Elle est directement inspirée de la fée homonyme du cycle arthurien et possède les caractéristiques archétypales des créatures folkloriques de la mythologie celtique.

## Univers

### LeSekai(monde des Humains)
Au sens figuré, la Terre, et par extension, l'Univers connu des Humains et dans lequel ils existent. Il est constitué de moins de dimensions que celui des divinités et des Démons, ce qui oblige ces derniers à déployer certaines ressources (notamment énergétiques) pour pouvoir y exister sous une forme anthropomorphique, et la maintenir.
Monde du protagoniste, lui‑même humain, il est le lieu majeur de l'histoire, la sororité des déesses principales (dont son âme sœur Belldandy) s'y installant avec lui.
À l'insu de pratiquement tous les Humains (exception faite du protagoniste), il est le théâtre ainsi que motif d'une lutte de pouvoir et d'influence entre divinités et Démons, parfois pour l'âme ou le destin des Humains, parfois pour la Terre elle‑même, ou simplement par antagonisme naturel entre les deux espèces qui, malgré un statu quo relatif établi entre eux afin d'empêcher toute nouvelle guerre ouverte (aux conséquences destructrices), s'autorisent à interférer (ou nuire, dans le cas des Démons) les uns contre les autres, parfois par le biais (généralement inconscient) des Humains eux‑mêmes.

#### Taiho Shichauzo(Équipières de choc)
Le personnage de Belldandy est partiellement inspiré d'un autre personnage, également deutéragoniste, du précédent seinen manga de Kousuke Fujishima : Miyuki Kobayakawa, de Taiho Shichauzo (Équipières de choc en version française).
La présentation de Miyuki comme « déesse » dans une publicité révélatrice pour T‑shirt de sa propre œuvre, et également son apparition en tant que telle dans un yonkoma de son propre manga, établissent le lien annoncé entre les deux œuvres de Fujishima qui, bien qu'elles ne soient pas directement liées, se passent dans le même univers (faisant d’Ah! My Goddess une suite dérivée d’Équipières de choc).

#### Nekomi(Honshū)
Ville où résident les protagonistes, il s'y passe l'essentiel de l'histoire.
Elle est située dans la préfecture de Chiba (région du Kantou, sur l'île japonaise d'Honshū).
C'est une ville fictive dont le nom et l'université sont inspirés de toponymes locaux, « Nekomi » étant dérivé d'une autre prononciation de Nekozane (猫実, littéralement « vrai/réel chat »), dans la ville d'Urayasu (même préfecture, abritant notamment le Tokyo Disney Resort).

##### Tariki Hongan(temple bouddhique)
Dédié au bouddha Amitābha (dont la déesse principale de l'histoire est prise à tort pour une réincarnation par le bonze zen qui le gardait), il devient le lieu de résidence des protagonistes, qui y emménagent au début de l'histoire. En tant que leur espace de vie, il est de fait le lieu de nombreuses intrigues.
Le nom du temple (他力本願) est un terme bouddhiste signifiant en japonais « Le Salut par la Foi en Amitābha », ou « avoir confiance en/dépendre d'autri pour atteindre ses propres objectifs » en tant qu'expression courante.

##### ITN(Institut de Technologiede Nekomi)
En japonais Nekomi koudai (猫実工大), c'est l'université fréquentée par la plupart des personnages humains (dont le protagoniste) et Belldandy (mais aussi Urd, à l'occasion) et, également, lieu de certaines histoires.

##### Club automobile(ITN)
En japonais jidousha‑bu (自動車部) ou « NIT MCC », c'est l'un des clubs universitaires de l'ITN. Comme son nom l'indique, son centre d'intérêt est la mécanique automobile. Le protagoniste en était déjà membre avant l'arrivée de Belldandy (qui, de facto, y participe avec lui), faisant du club un autre lieu d'intrigues régulier dans l'histoire.
Sa présidence est assurée, tour à tour, par :
- la fondatrice du club, Chihiro Fujimi (avant le début de l'histoire) ;

- ses kouhai Toraichi Tamiya conjointement avec Hikozaemon Ōtaki (avant le début de l'histoire jusqu'au chapitre 56 — neuvième volume) ;

- leur kouhai, le protagoniste (par intérim durant le chapitre 56 — neuvième volume — et officiellement à partir de la fin du chapitre) ;

- sa kouhai Sora Hasegawa.

Leur local est en premier lieu une cabane rudimentaire, qui sera détruite dans leur dos (pour des raisons crapuleuses) par Aoshima au cours d'un pari fait avec les membres du club. Le temps qu'il soit reconstruit, ils emménageront temporairement dans un petit local inadapté de l'édifice universitaire. Après un autre défi lancé et perdu par Aoshima, ils gagneront et investiront l'ancien local de son club rival au leur (le « Club des Quatre Roues », dissous à la suite de sa défaite).

##### Nekojitsu
Quartier de Nekomi visité durant une sortie en groupe par les protagonistes, lorsque les déesses s'invitent au « rendez‑vous » imposé au protagoniste par leur congénère Peorth.
Il accueille des complexes commerciaux de loisirs, comme le cinéma Nékojitsu (猫実映画館, Nekojitsu eigakan) et l'aquarium géant de Nekojitsu (猫実臨海水族館, Nekojitsu Rinkai Suizokukan, littéralement « aquarium en bord de mer de Nekojitsu »), lui‑même accueillant un parc aquatique, le NEKOMI MILD BLUE (littéralement « bleu doux de Nekomi »).
À l'instar de Nekomi, « Nekojitsu » est une autre prononciation dérivée de Nekozane (猫実) et qui donne son nom à des toponymes locaux d'Urayasu.

##### Motorcycle Shop WHIRL WIND(magasin demotos)
Garage créé et tenu par Chihiro Fujimi, ancienne élève de l'ITN et présidente fondatrice du club automobile, dont c'était le rêve. D'autres anciens élèves du club y sont engagés comme employés, notamment le protagoniste avec Belldandy.

#### Makuhari(Honshū)
Commune portuaire et centre urbain où se déroule l'affrontement titanesque des déesses contre le Grand Roi de la Terreur après le réveil de Fenris.
Elle est située dans la même préfecture que Nekomi.
C'est une commune de la capitale homonyme de la préfecture qui se partage entre les arrondissements d'Hanamigawa et Mihama. Elle donne son nom (幕張) à certains toponymes locaux, et accueille certains complexes et monuments emblématiques comme le Chiba Marine Stadium (qui apparaît implicitement dans l'histoire en tant que théâtre des affrontements).

#### Kushiro(Hokkaidou)
Ville d'origine du protagoniste, sa sœur cadette débarque un beau jour de province chez Belldandy et lui, le temps d'intégrer leur université et trouver un appartement. C'est une ville septentrionale du Japon située sur l'île d'Hokkaidou, dont la région est habituée au climat froid et hivernal.
La sororité divine y passe temporairement du temps lorsque la dirigeante des Enfers Hild voyage avec elle dans le passé du protagoniste, afin d'empêcher sa rencontre avec les déesses et son idylle présente avec l'une d'entre elles.
Kushiro est la capitale de la sous‑préfecture homonyme du sud‑est d'Hokkaidou, la plus septentrionale des quatre îles principales de l'archipel du Japon. Le nom de la ville (釧路), originaire de l'aynu, se traduit littéralement « route/chemin du bracelet » mais, il y a plusieurs hypothèses concernant sa signification réelle (« rivière que l'on ne peut pas franchir », « passage », « obscurité »). Celui de l'île (北海道), quant à lui, signifie littéralement « voie/chemin de la Mer du Nord ».

### LeTenkai(Monde Céleste)
Situé dans un monde en dix dimensions (contrairement à ce que pourrait laisser penser son nom), c'est le lieu d'origine et de résidence des divinités, entités anthropomorphiques aux pouvoirs, longévité et capacités surhumains (et dont est originaire la sororité des déesses principales de l'histoire), depuis lequel ils administrent et veillent au bon fonctionnement du système Yggdrasil, comparable à un système informatique qui régit les lois physiques de l'Univers (et donc, du monde des Humains).
Dans sa structure hiérarchique et sociétale, il est très administratif et comparable à une entreprise : il est dirigé par un unique Daitenkaichou (大天界長, dirigeant suprême ou, plus exactement, directeur général du Monde Céleste), le Tout‑Puissant (en l'occurrence Tyr, le père biologique de la sororité principale de l'histoire), et son épouse éventuelle (dans le manga, Ansuz, la mère de la sororité, deux biologiquement et une par adoption). Les tâches courantes sont déléguées à des instances qui, aidées du système Yggdrasil qui régit aussi leurs pouvoirs, assurent le bon fonctionnement de la société ainsi que le respect des règles et des lois (néanmoins, toujours sous l'autorité inaliénable du Tout‑Puissant, dont la puissance effective est reconnue et les décisions, hormis circonstances contextuelles, incontestables et irrévocables). La sécurité et la confidentialité des informations secrètes relèvent des « confidences supérieures » et sont également assurées par le système qui impose à la divinité au fait de l'information concernée un « empêcheur », et qui comme son nom l'indique, l'empêche de la divulguer (par exemple, en la frappant de mutisme si et quand elle essaie de la révéler verbalement).
Il est comparable à un monde des dieux cosmogonique, voire au Paradis.

#### Le systèmeYggdrasil
Comparable à un système informatique, il régit les lois physiques de l'Univers (et donc, conjointement avec les instances divines et le Tout-Puissant, du bon fonctionnement sociétal du Monde Céleste) et dispense aux divinités détentrices du permis requis, l'autorisation effective d'user de leurs pouvoirs.
Le Monde Céleste dépendant entièrement d'Yggdrasil, son bon fonctionnement est indispensable, autant individuellement pour qu'une divinité puisse se servir effectivement et efficacement de ses pouvoirs (dont la source en énergie est prodiguée après épuration par le système via leurs sceaux faciaux personnels, qui réceptionnent et canalisent cette énergie à l'instar d'un logiciel), que collectivement, ses dysfonctionnements éventuels (généralement provoqués par des créatures lagomorphes arachnoïdes écervelées nommées « bogues ») pouvant générer des anomalies aléatoires et imprévisibles dans l'espace-temps. Une équipe minimale de déesses requises est en permanence chargée de sa surveillance ainsi que de sa maintenance (qui font partie des attributions de la majorité des déesses protagonistes).

#### Le Bureau d'Assistance Divine
Comparable à un service d'accueil téléphonique, il sert à gérer la bonne (ou mauvaise) fortune des Humains, qui ont individuellement une inclinaison naturelle à la chance ou la malchance selon l'influence et l'interaction de leur bonne (ou mauvaise) étoile, avec les autres astres sur leur existence : selon le principe du karma, la nature des intentions et actions individuelles du concerné rentre aussi en ligne de compte dans les conséquences de ses aléas existentiels.
Le système Yggdrasil fait office d'aléa et de « bureau de tri » pour les déesses en jugeant au cas par cas : le Bureau réceptionne alors les « appels » éventuels concernant le désir ou souhait d'un Humain particulier et, si le système Yggdrasil le valide, une déesse désignée (qu'elle soit ou non membre du Bureau) exauce à titre individuel son vœu après une visite personnelle et une formulation explicite du souhait de la part de l'Humain. Si cela s'avère nécessaire pour maintenir effectif le bon déroulement du vœu (selon sa nature), la Force d'Imposition, une force ou un phénomène intangible et omnipotent généré par Yggdrasil, agit sur les aléas de l'existence des Humains, que son action soit passive (effet causal) ou active et génératrice de perturbations (réaction en chaîne, problème, « accident », catastrophe...).
La déesse principale de l'histoire, ainsi que sa « rivale », sont membres de ce Bureau (toutefois, de bureaux concurrents) : chacune leur tour, elles reçoivent un jour un « appel » du protagoniste humain, Keiichi Morisato (qui contre toute probabilité, contacte accidentellement — et par deux fois — leur service en composant un mauvais numéro) et, ignorant la méprise, se présentent personnellement à lui l'instant d'après pour lui exaucer un souhait.

#### Classification hiérarchique des divinités et des Démons
Entre divinités (et par extension, entre Démons), une distinction hiérarchique est faite selon le niveau et la nature des pouvoirs de l'individu, ainsi que sa capacité à les contrôler.

##### Les classes
Traduite « catégorie » dans la version française du manga (à ne pas confondre avec la seconde dénomination en version originale), la classe indique par un système numéral les niveaux de puissance et de précision des pouvoirs de l'individu. Les deux sont intrinsèquement nécessaires (en plus, pour les divinités, d'une certaine intégrité morale qui influe sur l'attitude, et donc l'utilisation des pouvoirs) pour entrer dans une certaine classe.
Par exemple :
- Belldandy, qui est très puissante et aussi précise que responsable avec ses pouvoirs, entre dans la première classe avec Peorth (et Marller, du côté des Démons) ;

- Urd, supposée être plus puissante qu'elle, ne s'y trouve cependant pas car au‑delà de sa propension à mentir et enfreindre les règles, elle n'a surtout aucune précision dans l'utilisation de ses pouvoirs, et se retrouve donc en seconde classe avec Skuld, qui elle n'est pas très puissante ;

- Le fantôme terrien de l'appartement de Megumi, qui est un « esprit » (une divinité mineure) et donc théoriquement inférieur en pouvoirs à un Démon ou une déesse accomplis (surpassé sans difficulté par Marller, de même par Belldandy avec ses pouvoirs restreints par la Force d'Imposition), n'est que de troisième classe.

La puissance d'une déesse de première classe est telle qu'elle nécessite par sécurité des scellés (généralement portés par l'intéressée sous forme de bijoux), cette puissance pouvant théoriquement, même sur une simple négligence, détruire la Terre entière (à échelle de comparaison, Belldandy avoue à Keiichi qu'en usant sans restrictions de ses pouvoirs pour reconstituer en un instant et en l'état le temple, intégralement réduit à des tas de déchets, elle n'utiliserait qu'un millionième de ses capacités) : y retirer ses entraves et utiliser pleinement sa puissance est donc considéré comme une enfreinte aux lois fondamentales, et donc une faute grave de la part d'une divinité.
Durant la pleine libération de sa puissance, l'apparence physique de la divinité se modifie (éclaircissement de la pilosité ainsi que changement de forme — et de couleur, dans le manga — des sceaux faciaux).

##### Les catégories
Traduite « genre » dans la version française du manga, la catégorie est définie, également selon un système numéral, par la nature des pouvoirs de l'individu.
Il existe aussi des catégories spéciales, à part, comme dans le cas de Lind qui est une Valkyrie (guerrière d'élite de la Division de Combat).

##### La limitation au contrôle
Comme son nom l'indique (parfois par « pouvoirs »), elle désigne la capacité relative de l'individu à maîtriser ses propres pouvoirs selon ses compétences.
Par exemple :
- Belldandy et Peorth sont des déesses aux « pouvoirs illimités », car elles les maîtrisent généralement à merveille ;

- Urd est à « pouvoirs limités », car elle ne sait a contrario pas se maîtriser ;

- Skuld, quant à elle, n'en a pas (« mono‑contrôle » selon l'intéressée dans le manga), car ses pouvoirs ne sont pas assez puissants pour recevoir une limitation.

#### Permis des déesses
Le statut d'une divinité est officiellement reconnu dans le Monde Céleste par l'obtention d'un permis symbolique offrant certaines prérogatives (mais aussi certains devoirs) selon le type et pouvant être, à l'instar d'un système administratif humain, retiré provisoirement sur décision des instances en cas de faute ou d'enfreinte des règles (par exemple, le mensonge qui n'est pas toléré de la part d'une déesse).
En dehors d'une faute dont la gravité ou la récidive, soit vaudrait un retrait définitif, soit dépasserait la question dudit permis, il est possible (et implicitement obligatoire) pour la divinité de le récupérer après avoir effectuée une formation à durée variable selon le type (un stage dans le cas d'une formation courte), afin de le valider à nouveau et retrouver ses précédentes prérogatives.
Le retrait de son permis est une punition généralement très mal vécue par la divinité qui le subit, car rester en sa possession est nécessaire pour être capable (aussi bien réglementaire qu'effective) de se servir de ses pouvoirs, qui dépendent d'Yggdrasil et sont dans le même temps suspendus avec effet immédiat : la plupart des divinités ne sachant par habitude se débrouiller sans pouvoirs à l'instar des Humains, s'en retrouverait fortement handicapée, voire incapable et inutile.

### LeMakai(Enfers)
Situé dans un monde en dix dimensions, c'est le lieu d'origine et de résidence des Démons, entités anthropomorphiques aux pouvoirs, longévité et capacités surhumains (et dont est originaire l'une des déesses principales de l'histoire).
Les détails sur ce monde et son fonctionnement sociétal ne sont pas bien connus, cependant il semble similaire sur certains points fonctionnels au Monde Céleste, par exemple par le système de classification hiérarchique. Il est dirigé par un unique Daimakaichou (大魔界長, chef suprême des Enfers), en l’occurrence Hild (mère biologique de la fille aînée de la sororité divine principale). La hiérarchisation toutefois, s'établit explicitement sur la puissance et la domination, Hild étant crainte et reconnue comme le Démon le plus puissant (aussi bien auprès de ses semblables que des divinités) et les Démons obéissant généralement à un Démon d'une puissance supérieure, à l'instar d'un subalterne.
Il est comparable à un monde des démons cosmogonique, voire à l'Enfer.
Ce monde et ses habitants n'existent qu'à titres informel et hypothétique dans la première adaptation sérielle en OAV, n'ayant pas été introduits dans l'histoire.

### Mythologie
Ah! My Goddess est une œuvre qui puise librement son inspiration dans le bouddhisme et le shintoïsme, mais aussi et surtout dans les cultures, mythes et légendes (essentiellement, la mythologie nordique).

#### Mythologie nordique

##### Les Nornes
Les trois déesses principales de l'histoire sont des Nornes (inspirées des trois homologues de la mythologie) :
- Urd, l'aînée des trois sœurs qui fabrique sans arrêt des potions en tout genre, est la Norne qui préside le Temps révolu[90] (le passé).
- Belldandy, en fait Verdandi[5], est la Norne qui préside le Temps présent[90]. Dans l'histoire, elle devient la compagne du héros.
- Skuld, la cadette des trois sœurs qui fabrique sans arrêt de nouvelles inventions dans l'histoire, est la Norne qui préside les Temps futurs[90].

En plus de ces trois dernières, il existe dans la mythologie de nombreuses autres Nornes, qui arrivent lorsqu'une personne naît afin de fixer son avenir. Ces Nornes peuvent être bienveillantes ou malveillantes : elles étaient considérées responsables respectivement des événements heureux ou malheureux de la vie.

##### Les Valkyries
Le nom donné à la catégorie de déesses guerrières d'élite de la Division de Combat du Monde Céleste dont fait partie Lind. Bien qu'elle n'en soit pas formellement une, Belldandy est tacitement une Valkyrie elle aussi, possédant le diplôme requis pour être reconnue comme telle.
Dans la mythologie les Valkyries, vierges guerrières au service d'Odin, sont des divinités mineures faisant partie des Dises, comparables aux Nornes et associées à la mort et la déchéance.
Revêtues d’une armure, elles volent, dirigent les batailles, distribuent la mort parmi les guerriers et emmènent l’âme des héros tombés au combat au Valhalla, le grand palais d’Odin, afin qu'ils deviennent des Einherjar.

##### Yggdrasil
Dans la mythologie, Yggdrasil est l'arbre qui soutient le monde (ou Arbre du Monde) auprès duquel veillent les trois Nornes. Sur lui reposent les Neuf Royaumes de la cosmogonie nordique :
- Ásgard ou Asaheim, royaume des Ases ;
- Vanaheim, royaume des Vanes ;
- Álfheim, royaume des elfes clairs ou ljósálfar ;
- Midgard ou Mannheim, royaume du milieu, royaume des hommes ;
- Jötunheim, royaume des géants ;
- Svartalfheim, royaume des elfes sombres ou dökkalfars ;
- Niflheim ou Nibelheim, royaume des Brumes et des Nibelungen ;
- Muspellheim, royaume du feu ;
- Helheim, royaume des morts, où résident les personnes mortes de maladie ou de vieillesse.

Dans l'histoire (appelé au début « Jugdrashil » dans l'édition française du manga à cause d'une faute de retranscription dans la romanisation), il a sensiblement la même fonction mais se présente sous la forme d'un système informatique, qui régit les lois physiques du monde des Humains (avec entre autres, la Force d'Imposition) et que les déesses doivent maintenir en état de marche : un dysfonctionnement du système (par exemple, dû à une présence excessive de bogues) peut en altérer l'espace-temps par des phénomènes aléatoires et imprévisibles. Urd est chargée de son administration, Peorth de sa supervision et Skuld en chasse les bogues.

##### Les runes
Ansuz
Ansuz, la mère de Bellandy et Skuld épouse de Tyr (le Tout-Puissant), et par là même dirigeante céleste, tire son nom du proto-germanique, de la rune ancienne du même nom ᚨ (« dieu, divinité ») associée aux Ases, l'un des trois groupes de divinités du panthéon nordique.
Peorth
Le nom de la déesse Peorth vient de la rune ᛈ nommée Perþō/Perthō (en proto‑germanique) ou Peorð/Peorth (en anglo‑saxon), qui évoque l'idée de hasard et de destin. En outre, il est associé aux Nornes dans la mythologie. Dans l'édition italienne, Peorth est nommée comme Péitho, Océanide de la persuasion.
Sigel
Il en est de même pour l'automate Sigel, dont le nom vient de la rune ᛊ (forme ancienne) ou ᛋ (forme anglo-saxonne et scandinave), nommée Sōwilō (en proto‑germanique) ou Sigel (en anglo‑saxon), et désignant la personnification nordique du Soleil, Sól (qui est également le nom de la rune en vieux norrois).
Tyr
Le véritable nom du Tout‑Puissant, le père de la sororité principale, est associé à la rune anglo-saxonne ᛏ (Tir en anglo‑saxon) ainsi qu'aux scandinaves ᛏ et ᛐ (Týr en vieux norrois).

##### Sleipnir
Dans le deuxième volume du manga et la série animée, Belldandy raconte qu'un jour où elle tomba sévèrement malade, Urd était partie à la hâte lui chercher un remède (avant d'oublier son but initial en chemin) en chevauchant un imposant destrier à huit pattes (perdant dans le manga les trois jours qui suivent à essayer de le maîtriser, à s'amuser de la chevauchée dans la série animée ; tandis que quelqu'un d'autre aura entretemps rapporté le médicament à sa place).
Cet animal fabuleux (dont le nom est à cause de la romanisation, traduit à tort « Sleipnile » et « Slapeneal » dans l'édition en version française) n'était autre que Sleipnir, le cheval de la mythologie capable de se déplacer au-dessus de la mer comme dans les airs : réputé comme le plus rapide et « le meilleur de tous les chevaux », il devient le destrier d'Odin.
Il apparaît brièvement sur Terre à la suite d'un bogue généré par une défaillance du système divin : dans le manga, il arrive à la suite de Skuld par un portail dimensionnel, et par lequel il repart derechef ; dans la série animée, il prend physiquement la place du side-car de Keiichi alors qu'il était installé dessus, et l'embarque dans une course folle.

##### Fenris et Midgard
Dans le sixième volume, Fenris et Midgard sont un virus et un antivirus sous formes respectivement, d'un loup géant (pouvant démesurément grandir dans la série animée) et de serpents géants entortillés.
Fenris ressemble assez bien à sa figure mythologique, le fils lupin de la fratrie issue du dieu malin Loki et de la géante Angrboda censé jouer son rôle dans le Ragnarök (apocalypse prophétique de la mythologie) en se libérant de sa captivité et dévorant le dieu des dieux Odin, grandissant démesurément au cours de son existence et présenté dans l'Edda de Snorri comme si gigantesque que sa gueule peut engloutir le monde.
Midgard quant à lui, tire son nom du monde du milieu ou monde habité par les Humains, l'un des Neuf Mondes de la cosmogonie nordique, et se confond dans son inspiration pour son lien avec le frère de Fenris : Jörmungandr, serpent de mer géant habitant la mer encerclant Midgard et surnommé également Midgardsorm (« serpent de Midgard ») car comme son frère, il grandit à en devenir gigantesque, au point dans son cas d'encercler à son tour le monde à s'en mordre lui-même la queue.

##### Garm
Dans l'histoire, Garm qui se présente lui-même comme « le Chien des Enfers » et « le Chien terrible du Nivelheim », est involontairement invoqué au temple Tariki Hongan par Shiho Sakakibara, qui croyait invoquer la kuṇḍalinī. Offensé d'avoir été appelé inutilement, il attaque les protagonistes. Décrit comme très puissant par Belldandy, il est cependant repoussé puis vaincu en un éclair par elle dans une explosion réflexe de sa puissance déclenchée par sa jalousie incontrôlable, qu'Urd provoque dans ce but en mettant en scène sous son nez Keiichi dans une situation tendancieuse avec Shiho.
Il est fidèle à son homologue mythologique, chien des Enfers qui est enchaîné à Gnipahellir et garde l'entrée, selon les sources, d'Helheim ou de Niflheim. Il est comparable en plusieurs points au loup géant Fenrir.

##### Hildr et Hel
Hild, la mère d'Urd, est dans l'histoire la dirigeante suprême des Enfers, équivalent démonique du Tout-Puissant pour le Monde Céleste.
Du point de vue mythologique, elle semble partager son inspiration entre deux figures distinctes : Hildr (« bataille » en vieux norrois), une Valkyrie ayant le pouvoir de ramener à la vie les morts sur le champ de bataille et liée à la saga mythologique éponyme (personnifiant la notion de bataille perpétuelle, ou sans fin) ; et Hel, déesse guerrière et sœur de Fenris et Jörmungand qui régit le monde des morts homonyme. Bien que l'origine étymologique du nom de cette dernière désigne plutôt ce qui est « caché », il est devenu au fil du temps le mot courant pour « enfer » dans les langues germaniques.

##### Gungnir(film d'animation)
C'est ainsi qu'est appelée dans l'histoire, l'arme de tir ultime d'Yggdrasil invoquée par Peorth.
Dans la mythologie, Gungnir est la lance fabuleuse d'Odin.
Il s'agit de son attribut le plus célèbre : il ne peut pas être arrêté pendant son jet, ne rate jamais sa cible et revient à la main du lanceur.
Il s'en équipe entre autres durant le Ragnarök (fin du monde prophétique nordique), à son affrontement funeste contre le loup géant Fenris.

##### Rindr
Dans l'histoire, Lind est une Valkyrie, guerrière d'élite de la Division de Combat du Monde Céleste.
Dans la mythologie, Rindr serait, selon les sources, une géante ou la fille du roi Billingr, ainsi que la dernière des quatre conquêtes d'Óðinn avec Frigg, Jǫrð et Gríðr. Enchantée par le dieu, elle est par son viol la mère de Váli.

#### Mythologie chrétienne

##### Anges et démons
Le concept du Monde Céleste et des Enfers régis respectivement par un unique Dieu (littéralement appelé « Tout‑Puissant ») et un Seigneur démonique, les caractéristiques et hiérarchies théologiques des divinités (très angéliques voire archangéliques) et des démons, leur dualisme et antagonisme vis-à-vis d'une lutte de pouvoir (ou du moins, d'influence) sur le Monde des Humains, ainsi que leur possession individuelle respective d'un « ange » ou d'un « démon » gardien (dans l'histoire, sorte de « double » familier provenant d'un œuf et acquis après avoir atteint une maturité de pouvoirs, vivant à l'intérieur d'eux et pouvant être projeté sous une forme schématiquement angélique ou démonique)... sont librement inspirés du christianisme, mais également par convergence çà et là, des autres croyances abrahamiques.
Le personnage d'Ansuz, la mère biologique de Belldandy et Skuld, est visuellement inspiré des Séraphins et Chérubins, les deux plus hauts degrés de la hiérarchie céleste dans la théologie chrétienne.
En dehors des spécificités propres à ces religions, cela rejoint également dans une moindre mesure la mythologie nordique (qui fut fortement influencée et déformée par la christianisation de sa culture).

##### Porte du Jugement
Dans l'histoire cette porte, à laquelle préside Ansuz, est censée soumettre à l'épreuve divine la force ainsi que la pureté de l'amour entre deux êtres issus de mondes différents. Les deux amants qui en franchissent ensemble le seuil voient leur destin scellé : s'ils réussissent l'épreuve (ce qui ne s'est encore jamais produit), ils seraient unis pour toujours ; mais s'ils échouent, irrémédiablement séparés et condamnés à ne jamais se retrouver. Elle est invoquée par la déesse pour éprouver l'amour de sa fille avec l'Humain Keiichi Morisato.
Dans le film d'animation, elle est liée à Morgan et a une importance symbolique significative.
Pour la tradition chrétienne, la « Porte du Jugement » (ou « Porte du Procès ») est le lieu de la seconde chute de Jésus : septième station de son chemin de croix par laquelle il serait sorti de Jérusalem pour sa crucifixion, sa condamnation à mort y aurait été rendue publique.
C'est également, dans les arts, une allégorie de la Porte du Jugement dernier ou de la Porte de l'Enfer.

#### Mythologies celtiqueetgermanique
Au‑delà de l'aspect fantaisiste de l’œuvre, de l'inspiration nordique prégnante et des libertés créatives prises par l'auteur, certains éléments dans l'allure vestimentaire et les aspects culturels des divinités ont aussi une inspiration celtique, voisine historiquement liée.

##### Marques faciales
Les symboles faciaux arborés par les divinités et Démons, traits caractéristiques appelés « sceaux » dans l'histoire et qui les démarquent physiquement des Humains ainsi que des autres créatures anthropomorphiques, sont un aspect culturel typique des anciens peuples celtes, germaniques et nordiques.
Dans l'histoire, ces sceaux ornant le front et les pommettes de leur porteur ont une fonction pratique comparée à un programme informatique qui catalyse son énergie (essentielle pour maintenir l'intégrité de son enveloppe physique dans le monde des Humains, aux propriétés dimensionnelles différentes du sien, et user de ses pouvoirs), et représentent les attributs auxquels il préside.
Ils prennent une forme géométrique (propre à chaque individu dans le cas des divinités et de quelques Démons spécifiques ; uniformisés en triangles amblygones symétriques pour la majorité des Démons) ainsi qu'une couleur déterminée par son inclinaison : indigo pour les divinités, rouge pour les Démons.
Ils changent de forme — et de couleur, dans le manga — durant le temps où une divinité libèrerait pleinement sa puissance.

##### Musique(série éponyme)
La série animée télévisuelle témoigne de l'influence celtique dans sa sélection musicale.
D'une part, par Shirou Hamaguchi (déjà compositeur pour le film d'animation) dans ses compositions originales.
Plus explicitement d'autre part, pour les génériques d'ouverture de Youko Ishida, dont les musiques se remarquent par une forte présence d'instruments folkloriques comme des percussions, une flûte irlandaise (dans le premier générique) et la cornemuse (dans le second générique, aussi visuellement portée par Belldandy), et soulignent cette influence.

##### Troubadour
Le personnage homonyme de l'histoire, grand amour de l'une des déesses principales, est un esprit et un barde qui manifeste ses pouvoirs par sa poésie chantée et la musique qu'il joue de son instrument portatif (selon le support, une sorte de harpe ou de luth).
Son inspiration celtique est plus flagrante dans l’œuvre originale, l'homologue de la série animée empreintant un peu plus aux arts musicaux japonais.
Son nom désigne en français un poète et musicien médiéval occitanophone, qui avec le barde témoigne de l'attachement aux civilisations celtiques.

#### Légende arthurienne(film d'animation)

##### Morgan le Fey
Le personnage de Morgan, exclusif au film, est directement inspiré de la fée homonyme du cycle arthurien et possède les caractéristiques archétypales des créatures folkloriques de la mythologie celtique.
Dans cette version, son histoire personnelle est liée à un barde non nommé qui n'apparaît que brièvement en souvenir, de dos et n'est pas explicitement caractérisé. Bien que ce n'ait jamais été officiellement confirmé, une théorie populaire parmi les amateurs (et rejoignant la figure légendaire) en ferait une version du roi Arthur.

## Manga

### Fiche technique
- Édition japonaise : Kōdansha
  - Nombre de volumes parus : 48 (terminé)
  - Date de première publication : 23 août 1989[99]
  - Prépublication : Afternoon, août 1988 - avril 2014[100]
- Édition française : Pika Édition
  - Nombre de volumes parus : 48 (terminé)
  - Date de première publication chez cet éditeur : avril 2000[101]
  - Format : 120 mm x 180 mm

Les dix premiers tomes avaient d'abord été édités chez Manga Player, entre août 1997 et novembre 1999, et ont été réédités chez Pika Édition en mars 2001.
Le 07 juin 2021, Pika publie sur son site un communiqué sur l'arrêt de la commercialisation au format papier de nombreuses séries, dont Ah! My Goddess désormais commercialisé uniquement en version numérique.
Ce manga a la particularité d'adopter, par son agencement des cases et le déroulement séquentiel des scènes, un sens de lecture dextroverse (parfois informellement qualifié de sens de lecture « à l'occidental ») au lieu du sens de lecture japonais traditionnel (sinistroverse) communément usité.

## Liste des chapitres

### Volumes 1 à 10
| no | Édition japonaise chez Kōdansha | Édition japonaise chez Kōdansha | Édition française chez Pika Édition | Édition française chez Pika Édition |
| no | Date de sortie                  | ISBN                            | Date de sortie                      | ISBN                                |
| --- | ------------------------------- | ------------------------------- | ----------------------------------- | ----------------------------------- |
| 1 | 23 août 1989                    | 978-4-06-321009-5               | 28 mars 2001                        | 978-2-8459-9033-3                   |
| Liste des chapitres : - Chapitre 1 : Vous avez fait un faux numéro ! - Chapitre 2 : La déesse et l'otaku - Chapitre 3 : Le bonheur est dans... le temple ? - Chapitre 4 : La déesse à l'université - Chapitre 5 : La force de l'amour - Chapitre 6 : Photos magiques pour pensées secrètes - Chapitre 7 : Berceuse d'amour - Chapitre 8 : Le temps des cerises - Chapitre 9 : Dur dur de trouver un appart ! |                                 |                                 |                                     |                                     |
| 2 | 23 mars 1990                    | 978-4-06-321013-2               | 28 mars 2001                        | 978-2-8459-9034-0                   |
| Liste des chapitres : - Chapitre 10 : Match nu !! - Chapitre 11 : Les fleurs de l'amour - Chapitre 12 : Fonce, mon amour ! - Chapitre 13 : La force d'imposition a disparu - Chapitre 14 : Ah ! My grande sœur - Chapitre 15 : C'est moi la reine de la kermesse ! - Chapitre 16 : Le plus grand souhait de Belldandy |                                 |                                 |                                     |                                     |
| 3 | 22 septembre 1990               | 978-4-06-321013-2               | 28 mars 2001                        | 978-2-8459-9035-7                   |
| Liste des chapitres : - Chapitre 17 : Pour le réveillon de Noël, il faut bien s'habiller ! - Chapitre 18 : La roulette de la vie - Chapitre 19 : Je dois réussir mes examens ! - Chapitre 20 : Belldandy court un grand danger - Chapitre 21 : Le secret dévoilé ? - Chapitre 22 : Qui emportera le drapeau de la victoire ? - Chapitre 23 : Un vrai miracle |                                 |                                 |                                     |                                     |
| 4 | 23 mai 1991                     | 978-4-06-321021-7               | 28 mars 2001                        | 978-2-8459-9036-4                   |
| Liste des chapitres : - Chapitre 24 : Le club d'automobile volant - Chapitre 25 : Avalez la graine de l'amour - Chapitre 26 : Ooh... voilà notre plus grand ennemi - Chapitre 27 : La contre-attaque de Maleurr - Chapitre 28 : La balance de l'amour - Chapitre 29 : Mauvais jour pour les démons - Chapitre 30 : Le moteur mystérieux |                                 |                                 |                                     |                                     |
| 5 | 23 octobre 1991                 | 978-4-06-321023-1               | 28 mars 2001                        | 978-2-8459-9037-1                   |
| Liste des chapitres : - Chapitre 31 : Imbroglio en chocolat - Chapitre 32 : La troisième arrive - Chapitre 33 : Dilemme - Chapitre 34 : Transfiguration - Chapitre 35 : Terrible master - Chapitre 36 : Megadestrosoft |                                 |                                 |                                     |                                     |
| 6 | 23 avril 1992                   | 978-4-06-321025-5               | 28 mars 2001                        | 978-2-8459-9038-8                   |
| Liste des chapitres : - Chapitre 37 : Le réveil de Fenris - Chapitre 38 : Le secret du grand roi des ténèbres - Chapitre 39 : Confession - Chapitre 40 : Querelle mécanique - Chapitre 41 : Keichi est la planche du salut - Chapitre 42 : Uld et le garçon |                                 |                                 |                                     |                                     |
| 7 | 23 octobre 1992                 | 978-4-06-321028-6               | 28 mars 2001                        | 978-2-8459-9039-5                   |
| Liste des chapitres : - Chapitre 43 : Folie Belldandy - Chapitre 44 : Vengeresque - Chapitre 45 : Fatality John - Chapitre 46 : M.E.R.C.I. - Chapitre 47 : Au revoir & bonjour |                                 |                                 |                                     |                                     |
| 8 | 23 mars 1993                    | 978-4-06-321030-9               | 28 mars 2001                        | 978-2-8459-9040-1                   |
| Liste des chapitres : - Chapitre 48 : La promesse - Chapitre 49 : Histoire de bento & histoire d'amour - Chapitre 50 : La prédiction - Chapitre 51 : Je le déteste - Chapitre 52 : The ninja master |                                 |                                 |                                     |                                     |
| 9 | 22 novembre 1993                | 978-4-06-321037-8               | 28 mars 2001                        | 978-2-8459-9041-8                   |
| Liste des chapitres : - Chapitre 53 : Parole de ninja - Chapitre 54 : Pas qu'à deux - Chapitre 55 : Une vieille histoire - Chapitre 56 : Pas facile d'être un meneur - Chapitre 57 : Confusion NB : dû à une erreur d'impression, la numérotation en bas de page se retrouve décalée après les pages 52 et 53 (chapitre 54), dont la numérotation est répétée aux pages suivantes (les pages 54 et 55 effectives, qui sont donc erronément présentées à leur tour comme pages « 52 » et « 53 ») avant de se poursuivre. |                                 |                                 |                                     |                                     |
| 10 | 23 mai 1994                     | 978-4-06-321040-8               | 28 mars 2001                        | 978-2-8459-9042-5                   |
| Liste des chapitres : - Chapitre 58 : Allons-y gaiement - Chapitre 59 : Ne crains pas la tristesse - Chapitre 60 : Karaoké-friends - Chapitre 61 : Uld, 100% pur démon - Chapitre 62 : La grande résurrection de Skuld |                                 |                                 |                                     |                                     |

### Volumes 11 à 20
| no | Édition japonaise chez Kōdansha | Édition japonaise chez Kōdansha | Édition française chez Pika Édition | Édition française chez Pika Édition |
| no | Date de sortie                  | ISBN                            | Date de sortie                      | ISBN                                |
| --- | ------------------------------- | ------------------------------- | ----------------------------------- | ----------------------------------- |
| 11 | 21 octobre 1994                 | 978-4-06-321044-6               | 25 avril 2000                       | 978-2-8459-9004-3                   |
| Liste des chapitres : - Chapitre 63 : La grande duplicité - Chapitre 64 : Éternité de la lumière et des ténèbres - Chapitre 65 : Uld est si gentille - Chapitre 66 : La quatrième, c'est la première ! - Chapitre 67 : Le dévouement d'une norne |                                 |                                 |                                     |                                     |
| 12 | 23 juin 1995                    | 978-4-06-321049-1               | 4 juillet 2000                      | 978-2-8459-9011-1                   |
| Liste des chapitres : - Chapitre 68 : Le Keichi et ses demoiselles - Chapitre 69 : Sortir en amoureux ! - Chapitre 70 : Noblesse de cœur oblige - Chapitre 71 : Amertume de déesse - Chapitre 72 : Le vœu d'un homme ! |                                 |                                 |                                     |                                     |
| 13 | 23 avril 1996                   | 978-4-06-321057-6               | 26 septembre 2000                   | 978-2-8459-9047-0                   |
| Liste des chapitres : - Chapitre 73 : Ma sœur est méchante - Chapitre 74 : Ce qu'est avoir du cœur - Chapitre 75 : Sa majesté ne croit pas aux déesses - Chapitre 76 : Le retour de la présidente - Chapitre 77 : Toujours vierge et pure resteras |                                 |                                 |                                     |                                     |
| 14 | 23 avril 1997                   | 978-4-06-321067-5               | 28 novembre 2000                    | 978-2-8459-9077-7                   |
| Liste des chapitres : - Chapitre 78 : Vivre de sa passion - Chapitre 79 : Le pourpre sera ma couleur - Chapitre 80 : Le vœu du balai - Chapitre 81 : Call me queen ! - Chapitre 82 : Et je fus seul |                                 |                                 |                                     |                                     |
| 15 | 22 septembre 1997               | 978-4-06-321074-3               | 30 janvier 2001                     | 978-2-8459-9094-4                   |
| Liste des chapitres : - Chapitre 83 : Où est Sayoko ? - Chapitre 84 : Sayoko est là - Chapitre 85 : Va là où tu dois retourner - Chapitre 86 : Megumi contre la reine - Chapitre 87 : Le secret de la vitesse - Chapitre 88 : Corps et âme - Chapitre 89 : Mon autre moi-même - Chapitre 90 : Sans te lâcher la main                                                                                     |                                 |                                 |                                     |                                     |
| 16 | 21 novembre 1997                | 978-4-06-321076-7               | 3 avril 2001                        | 978-2-8459-9103-3                   |
| Liste des chapitres : - Chapitre 91 : Main dans la main - Chapitre 92 : Soyez la bienvenue - Chapitre 93 : Il dessine une larme sur sa joue - Chapitre 94 : Le petit garçon qui connaissait la norne - Chapitre 95 : Et la menace commença à peser - Chapitre 96 : Résurgence - Chapitre 97 : La 4e déesse, le retour                                                                                    |                                 |                                 |                                     |                                     |
| 17 | 22 septembre 1998               | 978-4-06-321091-0               | 24 avril 2001                       | 978-2-8459-9108-8                   |
| Liste des chapitres : - Chapitre 98 : Ombres et lumières - Chapitre 99 : La vérité sur le lien - Chapitre 100 : Temps et espoir jamais n'ont de fin - Chapitre 101 : Le Temps retrouvé - Chapitre 102 : Marcher ensemble - Chapitre 103 : Mieux se connaître - Chapitre 104 : Un peu touché |                                 |                                 |                                     |                                     |
| 18 | 20 novembre 1998                | 978-4-06-321093-4               | 26 juin 2001                        | 978-2-8459-9118-7                   |
| Liste des chapitres : - Chapitre 105 : Déesse sans pouvoir - Chapitre 106 : De l'espace ! - Chapitre 107 : Il suffit d'un ami - Chapitre 108 : Pérégrin - Chapitre 109 : My song is your song - Chapitre 110 : Dans les montagnes - Chapitre 111 : Je l'ai vu de mes yeux vu ! - Chapitre 112 : Quand trois font un                                                                                      |                                 |                                 |                                     |                                     |
| 19 | 22 septembre 1999               | 978-4-06-314219-8               | 18 septembre 2001                   | 978-2-8459-9132-3                   |
| Liste des chapitres : - Chapitre 113 : Salut, toi - Chapitre 114 : Docteur Moreau - Chapitre 115 : Comment réaliser un rêve - Chapitre 116 : Le machiavélique docteur Moreau - Chapitre 117 : Homme ou machine ? - Chapitre 118 : Vivent ceux qui expriment la vie - Chapitre 119 : Un nouveau Président - Chapitre 120 : Le grand défi                                                                  |                                 |                                 |                                     |                                     |
| 20 | 22 novembre 1999                | 978-4-06-314222-8               | 20 novembre 2001                    | 978-2-8459-9143-9                   |
| Liste des chapitres : - Chapitre 121 : Sora la maudite - Chapitre 122 : L'entraînement continue - Chapitre 123 : Tout le monde est dans la course - Chapitre 124 : Keichi prend la tête - Chapitre 125 : La course se déplace, les déesses aussi - Chapitre 126 : Le baiser qui tue - Chapitre 127 : Les mots magiques - Chapitre 128 : Le combat éternel - Chapitre 129 : Le combat éternel - 2e partie |                                 |                                 |                                     |                                     |

### Volumes 21 à 30
| no | Édition japonaise chez Kōdansha | Édition japonaise chez Kōdansha | Édition française chez Pika Édition | Édition française chez Pika Édition |
| no | Date de sortie                  | ISBN                            | Date de sortie                      | ISBN                                |
| --- | ------------------------------- | ------------------------------- | ----------------------------------- | ----------------------------------- |
| 21 | 22 juin 2000                    | 978-4-06-321114-6               | 15 janvier 2002                     | 978-2-8459-9153-8                   |
| Liste des chapitres : - Chapitre 130 : Le petit démon n'est pas bien loin - Chapitre 131 : Ce que chacun peut faire - Chapitre 132 : Une déesse ne vous oubliera jamais - Chapitre 133 : Et le chat... - Chapitre 134 : Solution finale - Chapitre 135 : Celle qui arrive des enfers                                   |                                 |                                 |                                     |                                     |
| 22 | 23 octobre 2000                 | 978-4-06-321118-4               | 19 mars 2002                        | 978-2-8459-9159-0                   |
| Liste des chapitres : - Chapitre 136 : Négociation ? Pacte ? - Chapitre 137 : Partie - Chapitre 138 : M.a.m.a.n. c.h.é.. ? - Chapitre 139 : Jeu de séduction - Chapitre 140 : Ça se vide ! - Chapitre 141 : Ce qui se reflète sur son visage                                                                           |                                 |                                 |                                     |                                     |
| 23 | 23 octobre 2001                 | 978-4-06-321129-0               | 14 mai 2002                         | 978-2-8459-9173-6                   |
| Liste des chapitres : - Chapitre 142 : Un visiteur inattendu - Chapitre 143 : Papa craque - Chapitre 144 : Le cercle des déesses - Chapitre 145 : Papa se paie une soirée d'enfer - Chapitre 146 : Être prêt... - Chapitre 147 : Le combat d'une mère, le combat d'un père - Chapitre 148 : Let's dance !              |                                 |                                 |                                     |                                     |
| 24 | 23 mai 2002                     | 978-4-06-321136-8               | 3 décembre 2002                     | 978-2-8459-9203-0                   |
| Liste des chapitres : - Chapitre 149 : Dialogue de course - Chapitre 150 : Le voie vers la foi - Chapitre 151 : Prêt à perdre, prêt à vaincre - Chapitre 152 : Le secret - Chapitre 153 : Un long voyage - Chapitre 154 : Onsen, ouvre-toi ! - Chapitre 155 : L'aile guerrière                                         |                                 |                                 |                                     |                                     |
| 25 | 15 novembre 2002                | 978-4-06-321142-9               | 17 juin 2003                        | 978-2-8459-9251-1                   |
| Liste des chapitres : - Chapitre 156 : La guerre et la joie - Chapitre 157 : La danse des plumes - Chapitre 158 : L'ange qui n'a qu'une aile - Chapitre 159 : Correspondances - Chapitre 160 : Ce qui doit être fait - Chapitre 161 : Une paire d'ailes - Chapitre 162 : La déesse à la hache                          |                                 |                                 |                                     |                                     |
| 26 | 23 juin 2003                    | 978-4-06-321150-4               | 13 janvier 2004                     | 978-2-8459-9302-0                   |
| Liste des chapitres : - Chapitre 163 : Les ailes du combat se déploient - Chapitre 164 : Devoir et plaisir - Chapitre 165 : Avec les anges jumeaux - Chapitre 166 : Pour être appelé ami - Chapitre 167 : En Belldandy - Chapitre 168 : Dans le cœur d'un ange - Chapitre 169 : Celles qui voulaient aider             |                                 |                                 |                                     |                                     |
| 27 | 21 novembre 2003                | 978-4-06-321154-2               | 11 mai 2004                         | 978-2-8459-9346-4                   |
| Liste des chapitres : - Chapitre 170 : Quelque part sur la Terre - Chapitre 171 : Baiser d'adieu - Chapitre 172 : Shoot or die ! - Chapitre 173 : Feu à volonté - Chapitre 174 : Belldandy, là, est-elle ? - Chapitre 175 : Un sauvetage - Chapitre 176 : De remerciement en guise est-ce                              |                                 |                                 |                                     |                                     |
| 28 | 23 mars 2004                    | 978-4-06-321158-0               | 14 septembre 2004                   | 978-2-8459-9362-4                   |
| Liste des chapitres : - Chapitre 177 : Petite est la voix, grande est la peine ! - Chapitre 178 : Objet du désir et protection - Chapitre 179 : Ce que je ferai pour toi - Chapitre 180 : Le chat à poil et le balai magique - Chapitre 181 : Ballet de balais : la course ! - Chapitre 182 : La bravoure dans le défi |                                 |                                 |                                     |                                     |
| 29 | 6 septembre 2004                | 978-4-06-321163-4               | 19 avril 2005                       | 978-2-8459-9426-3                   |
| Liste des chapitres : - Chapitre 183 : Obstacles et passages - Chapitre 184 : Le paradis et l'enfer - Chapitre 185 : Beautiful name - Chapitre 186 : Wanted - Chapitre 187 : La voie qui mène à la première catégorie - Chapitre 188 : Les pouvoirs de la première catégorie                                           |                                 |                                 |                                     |                                     |
| 30 | 22 novembre 2004                | 978-4-06-321166-5               | 16 août 2005                        | 978-2-8459-9470-6                   |
| Liste des chapitres : - Chapitre 189 : Happy ! Happy ? - Chapitre 190 : Servante du bonheur - Chapitre 191 : Causalité de la pluie et du bonheur - Chapitre 192 : Être de première catégorie pour quelqu'un - Chapitre 193 : Ces mots si importants - Chapitre 194 : Des "je t'aime" partout                           |                                 |                                 |                                     |                                     |

### Volumes 31 à 40
| no | Édition japonaise chez Kōdansha | Édition japonaise chez Kōdansha | Édition française chez Pika Édition | Édition française chez Pika Édition |
| no | Date de sortie                  | ISBN                            | Date de sortie                      | ISBN                                |
| --- | ------------------------------- | ------------------------------- | ----------------------------------- | ----------------------------------- |
| 31 | 21 septembre 2005               | 978-4-06-321169-6               | 15 février 2006                     | 978-2-8459-9528-4                   |
| Liste des chapitres : - Chapitre 195 : Je t'aime à mourir - Chapitre 196 : Retour - Chapitre 197 : La porte interdite ?! - Chapitre 198 : M'attrapera, m'attrapera pas ! - Chapitre 199 : La mission d'une déesse - Chapitre 200 : C'est toi qui ouvriras la porte ♥                                                       |                                 |                                 |                                     |                                     |
| 32 | 22 décembre 2005                | 978-4-06-321173-3               | 20 septembre 2006                   | 978-2-8459-9644-1                   |
| Liste des chapitres : - Chapitre 201 : Nous nous reverrons... - Chapitre 202 : Le paradis sur Terre ♥ - Chapitre 203 : Première fois - Chapitre 204 : Entendre la musique - Chapitre 205 : Tension - Chapitre 206 : Fête                                                                                                   |                                 |                                 |                                     |                                     |
| 33 | 21 juillet 2006                 | 978-4-06-321177-1               | 18 avril 2007                       | 978-2-8459-9714-1                   |
| Liste des chapitres : - Chapitre 207 : Fabriquer son rêve - Chapitre 208 : Une nouvelle porte - Chapitre 209 : Présentation - Chapitre 210 : L'aria du grand départ - Chapitre 211 : Déesse à pleine vitesse - Chapitre 212 : Ce vent que l'on ressent                                                                     |                                 |                                 |                                     |                                     |
| 34 | 22 novembre 2006                | 978-4-06-321180-1               | 7 novembre 2007                     | 978-2-8459-9772-1                   |
| Liste des chapitres : - Chapitre 213 : Bonheur à trois vitesses - Chapitre 214 : Moteur du bonheur - Chapitre 215 : Happy Monkey Generation - Chapitre 216 : Je vole pour toi ! - Chapitre 217 : Les mots qu'on doit dire, la voie qu'on doit suivre... - Chapitre 218 : Protection divine                                 |                                 |                                 |                                     |                                     |
| 35 | 22 juin 2007                    | 978-4-06-321185-6               | 20 février 2008                     | 978-2-8459-9823-0                   |
| Liste des chapitres : - Chapitre 219 : Toujours plus haut - Chapitre 220 : Au-delà de la lentille - Chapitre 221 : Camera talk - Chapitre 222 : Mémoire photographique - Chapitre 223 : Fleur toujours refleurira - Chapitre 224 : Beuverie de reines                                                                      |                                 |                                 |                                     |                                     |
| 36 | 21 décembre 2007                | 978-4-06-321186-3               | 19 novembre 2008                    | 978-2-8459-9942-8                   |
| Liste des chapitres : - Chapitre 225 : Et puis, c'est l'amnésie... - Chapitre 226 : Investigations sous nom d'emprunt - Chapitre 227 : Quelle est cette émotion qui m'étreint ? - Chapitre 228 : Attributions aléatoires - Chapitre 229 : Ambition, destruction - Chapitre 230 : À nouveau, le mot...                      |                                 |                                 |                                     |                                     |
| 37 | 23 juillet 2008                 | 978-4-06-321188-7               | 22 avril 2009                       | 978-2-8116-0042-6                   |
| Liste des chapitres : - Chapitre 231 : Une servante tombée du ciel - Chapitre 232 : Chagrin d'une déesse maladroite - Chapitre 233 : Un monde sans son - Chapitre 234 : Modulation - Chapitre 235 : Dégradation - Chapitre 236 : Rapport de force                                                                          |                                 |                                 |                                     |                                     |
| 38 | 22 décembre 2008                | 978-4-06-321190-0               | 20 janvier 2010                     | 978-2-8116-0197-3                   |
| Liste des chapitres : - Chapitre 237 : Mais où se trouve le programme principal ? - Chapitre 238 : La danse de Chrono - Chapitre 239 : Une déesse de catégorie 1 ne peut mentir - Chapitre 240 : Sédition - Chapitre 241 : Anniversaire ! - Chapitre 242 : Requête d'urgence !                                             |                                 |                                 |                                     |                                     |
| 39 | 23 juillet 2009                 | 978-4-06-321191-7               | 16 février 2011                     | 978-2-8116-0416-5                   |
| Liste des chapitres : - Chapitre 243 : Que votre vœu soit exaucé - Chapitre 244 : Le monde se referme - Chapitre 245 : Le tout pour le tout - Chapitre 246 : La porte des enfers - Chapitre 247 : Trois déesses et trois démons - Chapitre 248 : Le cristal d'un millionième - Chapitre 249 : De l'utilité d'un malentendu |                                 |                                 |                                     |                                     |
| 40 | 20 novembre 2009                | 978-4-06-321193-1               | 29 février 2012                     | 978-2-8116-0615-2                   |
| Liste des chapitres : - Chapitre 250 : Le baiser du démon - Chapitre 251 : Sur le dos de Grüendes-Heltz - Chapitre 252 : Au cœur des ténèbres - Chapitre 253 : Se fondre dans les ténèbres - Chapitre 254 : Les ténèbres ébranlées                                                                                         |                                 |                                 |                                     |                                     |

### Volumes 41 à 48
| no | Édition japonaise chez Kōdansha | Édition japonaise chez Kōdansha | Édition française chez Pika Édition | Édition française chez Pika Édition |
| no | Date de sortie                  | ISBN                            | Date de sortie                      | ISBN                                |
| --- | ------------------------------- | ------------------------------- | ----------------------------------- | ----------------------------------- |
| 41 | 23 juillet 2010                 | 978-4-06-321194-8               | 13 février 2013                     | 978-2-8116-1097-5                   |
| Liste des chapitres : - Chapitre 255 : Les ténèbres déchirées - Chapitre 256 : Le retour de la lumière - Chapitre 257 : Le poing démoniaque - Chapitre 258 : Thrym l'invincible - Chapitre 259 : L'invitation au sommeil - Chapitre 260 : Destruction et solution - Chapitre 261 : Au bout de la force brute                                        |                                 |                                 |                                     |                                     |
| 42 | 23 février 2011                 | 978-4-06-321195-5               | 15 janvier 2014                     | 978-2-8116-1335-8                   |
| Liste des chapitres : - Chapitre 262 : État d'urgence ?! - Chapitre 263 : Les lois de l'esthétique - Chapitre 264 : La magie neutralisée - Chapitre 265 : Attaque, mon mécha adoré ! - Chapitre 266 : Contre-attaque de la limaille - Chapitre 267 : Explose, âme de mécha ! - Chapitre 268 : Une question de détermination                         |                                 |                                 |                                     |                                     |
| 43 | 22 septembre 2011               | 978-4-06-358346-5               | 7 janvier 2015                      | 978-2-8116-1722-6                   |
| Liste des chapitres : - Chapitre 269 : Concours du plus rapide ! - Chapitre 270 : La porte maudite - Chapitre 271 : Forces déclinantes - Chapitre 272 : Tout ce que je peux pour toi - Chapitre 273 : La seule et l'unique - Chapitre 274 : Face-à-face interdit - Chapitre 275 : Déchéance                                                         |                                 |                                 |                                     |                                     |
| 44 | 24 avril 2012                   | 978-4-06-321197-9               | 6 janvier 2016                      | 978-2-8116-2708-9                   |
| Liste des chapitres : - Chapitre 276 : Uld démone absolue - Chapitre 277 : Ce qui devait se trouver là - Chapitre 278 : La fleur qui poussait en enfer - Chapitre 279 : La souveraine des enfers prend ses responsabilités - Chapitre 280 : Frénésie démoniaque - Chapitre 281 : Sœurs de cœur - Chapitre 282 : À cause de cette demi-portion       |                                 |                                 |                                     |                                     |
| 45 | 22 novembre 2012                | 978-4-06-321198-6               | 4 janvier 2017                      | 978-2-8116-3392-9                   |
| 46 | 23 août 2013                    | 978-4-06-321199-3               | 17 janvier 2018                     | 978-2-8116-4001-9                   |
| 47 | 20 mars 2014                    | 978-4-06-321201-3               | 9 janvier 2019                      | 978-2-8116-4721-6                   |
| Liste des chapitres : - Chapitre 297 : La magie des encouragements - Chapitre 298 : Compte à rebours mortel - Chapitre 299 : Entre la vie et la mort - Chapitre 300 : Trajectoire miraculeuse - Chapitre 301 : Last stage - Chapitre 302 : Après la victoire                                                                                        |                                 |                                 |                                     |                                     |
| 48 | 25 juillet 2014                 | 978-4-06-358706-7               | 11 décembre 2019                    | 978-2-8116-5022-3                   |
| Liste des chapitres : - Chapitre 303 : La malédiction de l'amour - Chapitre 304 : Preuve de divinité - Chapitre 305 : Retour à la normale - Chapitre 306 : Que le temps s'arrête - Chapitre 307 : Les deux êtres les plus puissants à la surface la terre - Chapitre 308 : Reste pour toujours avec moi - A tous ceux qui ont aimé "Ah! My Goddess" |                                 |                                 |                                     |                                     |

## Anime

### Série d'OAV
Une série de 5 OAV sortie au Japon en 1993 (1995 pour la version française).
C'est la première adaptation du manga. Moins fidèle à l'œuvre originale et comique que la série télévisée sortie douze ans après, son histoire n'intègre qu'un nombre très réduit de personnages et prend un tournant plus dramatique.

#### Fiche technique
- Année : 1993
- Réalisation : Hiroaki Gohda
- Créateur original : Kousuke Fujishima
- Musique : Takeshi Yasuda
- Animation : Anime International Company (AIC)
- Édité en France par : Kazé[102]
- Nombre d'épisodes : 5

### Les Aventures des Mini-Déesses
En 1998 est sortie au Japon une série télévisée de 48 épisodes de 5 minutes chacun nommée Aa! Megami-sama: Chicchaitte koto wa benri da ne (ああっ女神さまっ 小っちゃいって事は便利だねっ, « Ah! My Goddess : être petite, c'est pratique ! »). Elle est sortie en France en 2004 chez Kazé sous le titre Ah ! My Mini Goddess.
Cette série est une adaptation des yonkoma inclus dans le manga (« Petite mais fonctionnelle, d'après... », « Être minuscule c'est... », « Ah ! My Mini Goddess ! », « Ah ! My Mini-Goddess ! »...), et raconte les aventures loufoques des déesses illustrées en style graphique « super déformées », accompagnées d'un rat nommé Gan-chan.

### Ah! My Goddess, le film
2001, trois années se sont écoulées depuis que la déesse Belldandy et ses deux sœurs sont entrées dans la vie de Keiichi Morisato. En cette nouvelle rentrée universitaire Celestin, l’ancien mentor de Belldandy qu'elle considérait parti depuis tout ce temps, fait sa réapparition : il vient demander à Belldandy de l’aider à bâtir un nouveau monde. Mais à la suite d'un malentendu, il lui fait perdre la mémoire et propage un virus qui ravage le réseau informatique céleste, menaçant le monde entier ! Pour couronner le tout, la belle Morgan, une nouvelle recrue du club de mécanique, tente de séduire Keiichi...
La force de l'amour entre le jeune homme et la déesse sauvera-t-elle le monde ?

#### Fiche technique
- Sortie cinéma au Japon : 21 octobre 2000
- Réalisation : Hiroaki Gohda, Makoto Bessho
- Character design : Hidenori Matsubara
- Directeur artistique : Shunichiro Yoshihara
- Créateur original : Kousuke Fujishima
- Musique : Shirou Hamaguchi
- Animation : AIC
- Édité en France par : Kazé[104]
- Durée : 105 minutes

### Série animée télévisuelle
- Adaptation plus fidèle du manga que les OAV, elle reprend l'histoire depuis le début.
- Série télévisée qui se compose de 24 épisodes pour la saison 1 et de 22 épisodes pour la saison 2. La première diffusion a eu lieu le 6 janvier 2005 sur la chaîne japonaise TBS. La première saison intègre de plus un épisode récapitulatif, et les deux saisons incluent respectivement deux épisodes spéciaux supplémentaires, qui adaptent dans cet ordre les chapitres 42 et 41 du manga (pour ceux de la première saison) et sont uniquement disponibles dans les DVD de la série. Début 2008 et pour fêter les 20 ans de la série, 2 épisodes spéciaux regroupés sous le titre Ah! My Goddess Tatakau Tsubasa (Ah! My Goddess: Fighting Wings en version française) sont sortis au Japon, adaptant l'histoire centrée sur le retour de la Valkyrie Lind, qui cherche à capturer le dévoreur d'ange (à partir du volume 24, chapitre 155, « L'aile guerrière », jusqu'au volume 26).
- À la sortie du tome 42 au Japon les éditeurs ont sorti un DVD avec un OAV spécial, nommé Ah my goddess OAD[105]. Lors de la sortie du tome 43 un second épisode a également été édité[106], puis un troisième DVD est sorti lors du tome 46.

#### Fiche technique
- Année : 2005
- Réalisation : Hiroaki Gohda
- Character design : Hidenori Matsubara
- Directeur artistique : Hiroshi Kato
- Directeur de l'animation : Hidenori Matsubara
- Créateur original : Kousuke Fujishima
- Musique : Shirou Hamaguchi
- Animation : AIC
- Édité en France par : Kazé[107],[108]
- Deuxième saison de la série en 2006 sous le titre Ah! My Goddess : Sous les Ailes des Anges.
- Nombre d'épisodes : Saison 1 (24 + 2 spéciaux + 1 récapitulatif), Saison 2 (22 + 2 spéciaux)
- Deux nouveaux épisodes célébrant le vingtième anniversaire ont été diffusés au Japon : Ah! My Goddess Tatakau Tsubasa, traduit en version française Ah! My Goddess: Fighting Wings.
- Trois OAD : Ah! My Goddess! Itsumo Futari de. Le premier est sorti en même temps que le volume 42 (fin février 2011), le deuxième est mis sur le marché lors de la sortie du volume 43 (septembre 2011) et le troisième sortant en même temps que le volume 46 (août 2013)[109].

### Doublage
| Personnages      | Voix originales (japonais) | Voix françaises (OAV) | Voix françaises (film) | Voix françaises (série) |
| ---------------- | -------------------------- | --------------------- | ---------------------- | ----------------------- |
| Keiichi Morisato | Masami Kikuchi             | François Creton       | Thomas Guitard         | Benoit Dupac            |
| Belldandy        | Kikuko Inoue               | Adeline Moreau        | Claire Guyot           | Monika Lawinska         |
| Urd              | Yumi Tōma                  | Valérie Nosrée        | Alice Beauvallet       | Micheline Tziamalis     |
| Skuld            | Aya Hisakawa               | Nathalie Bienaimé     | Audrey Le Bihan        | Coralie Vanderliden     |
| Megumi Morisato  | Yuriko Fuchizaki           | Frédérique Marlot     | May Lemanceau          | Cathy Boquet            |